# 鑽石王牌
《鑽石王牌》（日语：ダイヤのA）是寺嶋裕二創作的棒球漫畫，在《週刊少年Magazine》2006年第24號開始連載。而漫畫目前分成兩部，第一部(ACT I)在2015年第7號完結（2015年1月14日），之後在第10及11號出番外篇。第二部（ACT II）則從2015年第38號開始連載至2022年第48號。

## 概要
此部作品採用「棒球留學」的強校背後的努力，與其他作品凸顯主角、球隊為弱小的球隊不同。作為主角舞台的青道高中，由其校園環境與校舍中「人間是寶（人間是宝）」與「今日學習（今日学べ）」的匾額，推測是以埼玉榮高校做為基礎來創作的。本作第53回（平成19年度）小學館漫畫賞少年漫畫部門得主（同時也是週刊少年Magazine連載作品中頭一位獲得此獎賞之作品），也於第34回（平成22年度）講談社漫畫賞少年部門受賞。

## 故事簡介
第1部『鑽石王牌』
於時期最後的大賽，統合即將被廢止的赤城中學參賽，在第一回戰中投出暴投而輸掉比賽的投手澤村榮純，本來決定要與朋友一同考入故鄉的高中，卻被東京的棒球名校青道高中挖角，並在那裡遇見天才捕手御幸一也，就此改變他的人生…。
第2部『鑽石王牌 act2』
「我還能繼續，還能更上一層樓，向更前方，只要和這個人一起。」

## 登場人物

### 青道高中
西東京的棒球名校，但已7年未曾打進甲子園，全隊為了進甲子園而表現出高度決心。球隊人數眾多，並設有宿舍（青心寮）供球員住宿，也有提供棒球體育保送生的名額。打擊實力堅強(東清國世代、結城世代)，投手戰力不穩是其隱憂。和稻城實業、市大三高並稱為西東京三巨頭。夏季與冬季各有一次合宿集訓。
打從故事開始到現在，青道高中連續2年全國高中西東京區夏季大賽都被稻城實業粉碎甲子園之路(東清國世代在4強止步，結城世代止步於決賽)比數分別為4:5和4:5X(差別為結城世代是在決賽以被再見安打輸掉的)。結城世代引退後，御幸世代在秋季東京都大賽中擊敗藥師高中獲得優勝，得以進軍神宮大賽以及春季甲子園。神宮大賽在準決賽中於第8局投捕失誤以3:4不敵寶明高中，春季甲子園時遭巨摩大藤卷完封止步於8強。在春季大賽於第3輪以種子隊的資格上場，一直都提前結束比賽，但於準決賽3:5輸給市大三高無緣關東大賽。在夏季大賽一樣做為種子隊到第3輪才登場，一路過關斬將，晉級4強對戰春季大賽讓自己吃敗仗的市大三高，最終以2:1獲勝，最終於決賽上演復仇戰，再次對戰稻城實業。在決賽上，青道在降谷和澤村的帶領下，成功的以2:1復仇打敗稻城實業，搶下睽違7年的夏季甲子園門票。進入甲子園後，第一輪在降谷完投9局飆出12次三振被敲出5支安打失1分的表現下，以7:1戰勝來自愛媛的今吉喜高中，第二輪在打線爆發以及川上的7局失2分的優質先發，和王牌澤村後援2局無失分帶領下，以9:2打敗來自廣島的廣西高中，晉級第三輪。
青道高中校舍及宿舍是以埼玉榮高中（舊校舍）作藍本，球帽上的S字體則參考濟美高中。

#### 主要人物
澤村榮純
配音：逢坂良太（日本）；李景唐【第1～95集】→孟慶府【第96集起】（台灣）；巫哲棋（香港）
打擊時的背景曲是「暴坊將軍（暴れん坊将軍）」。
名字是參考澤村榮治和THE BACK HORN的菅波榮純。投球姿勢是參考藤井秀悟和和田毅。
第一回人氣投票獲得第二名。
在公式書中「青道棒球社最聰明的人」評選中和降谷並列倒數第一。
由於積極向上的樂觀性格，在公式書中被選為青道「最可能成為大人物的」第五名。
降谷曉
配音：島崎信長（日本）；何志威（台灣）；李鎮然（香港）
打擊時的背景曲是佐田雅志的「從北國來（北の国から～遥かなる大地より～）」。
原型是參考日本職棒東北樂天金鷲隊王牌投手「神之子」田中將大（田中是駒澤大学苫小牧高出身的）。投球用力的感覺參考藤川球兒，也參考過澤村拓一，面無表情的模樣接近野茂英雄。
近年降谷新的投球姿勢、夏季大賽的背號、投球特性與能投能打的能力參考MLB洛杉磯天使隊球員大谷翔平。（2021年《NUMBER 第40號·大谷翔平2021總結篇）》寺嶋裕二訪談《超越漫畫的英雄》）
截至目前為止，僅笑過三次，對象都是澤村。（第一部411話。第二部138話、262話）
第一回人氣投票獲得第五名。
在公式書中「青道棒球社最聰明的人」評選中和主角澤村並列倒數第一。
因為敢在反省會上光明正大的睡覺，在公式書中被選為青道「最可能成為大人物的」第一名。
御幸一也
配音：櫻井孝宏（日本）；詹雅菁（台灣）；張方正、黃淑芬（童年）（香港）
家裡為叫做「御幸鋼鐵」的小工廠，與父親兩人生活，從小便常常獨自待在家中，因此學會了料理，但僅是自己能吃的程度。
打擊時的背景曲是山本Linda（山本 リンダ）的「瞄準射擊（狙いうち）」。
第一回人氣投票榮獲第一名。
小湊春市
配音：花江夏樹（日本）；林美秀（第一、二季）→連婉鈞（第三季）（台灣）；李震權（香港）
打擊時的背景曲是大塚愛的「櫻桃（さくらんぼ）」，亮介引退後沿用亮介的「甜心戰士（キューティーハニー）」。初次上場代打時的臺詞「代打、オレ！」(代打，是我！)是出自古田敦也。
打擊姿勢參考日本職棒前選手仁志敏久。
註：中學時的平均打率記錄為0.635。入社測驗成績為臂力B、跑壘B、持久力C、50公尺跑6秒8。
第一回人氣投票獲得第四名。

#### 一年級
年級的分類以漫畫第二部(Act 2)春天新生入學後為準。
結城將司
配音：武內駿輔（日本）；孟慶府（台灣）
被稱為胃袋怪獸，飯每次都第二個吃完，和由井是最沒有吃飯問題的二人。
名字是參考THE BACK HORN的山田將司。
奧村光舟
配音：內田雄馬（日本）；陳彥鈞（台灣）
御幸、木村（不常出場的二年級替補）的室友。
對青道棒球部每餐三碗飯的要求陷入苦戰，而與淺田被稱為「食堂殘留組」，但最後都有吃完。
被澤村稱呼為狼小子。
名字是參考THE BACK HORN的岡峰光舟。
第一回人氣投票獲得第11名。
瀨戶拓馬
配音：山下大輝（日本）；陳幼文（台灣）
金丸、中田中的室友。
第一回人氣投票獲得第29名。
由井薰
配音：村瀨步（日本）；連婉鈞（台灣）
小野、降谷的室友。
每次三碗飯都最快吃完，和結城是最沒有吃飯問題的二人，讓同年級的其他人很傻眼。
淺田浩文
配音：畠中祐（日本）；孟慶府（台灣）
青道高中一年級生。投手，左投。武藤中学出身。中學時代打軟式棒球，是球隊的替補投手，為了鍛鍊自己而報考青道。
澤村、倉持的室友。
剛搬進宿舍第1天就受到5號寢室傳統的震撼教育，不擅長被嚇唬。
是個思考悲觀有些懦弱的人。曾因害怕與學長們的接觸，拒絕與澤村的投球練習，但其實相當欣賞澤村的投球。
長相斯文，身材修長，帶著圓框眼鏡。
球速偏慢（大約時速125公里左右），但和一開始沒控球的澤村與降谷比起來，控球穩定許多。特色是彎曲弧度大，而且以左投投出的特殊軌跡曲球。
與奧村是目前一年級吃飯吃最慢的兩人，但最後都有吃完。
投球姿勢以及纖瘦高大的體型皆是參考Andrew Miller。
最上武
配音：廣瀨裕也（日本）；何志威（台灣）
青道高中一年級生。遊撃手。曙中学出身。
春市、前園的室友。
個性有點投機，企圖巴結春市和前園快速升上一軍，認為自己才是一年級中表現最好的人，但不管心態或幹勁都不足，能力其實很一般。
在練習賽中，發生守備失誤仍然覺得並非自己守備不好，而是不規則彈跳的關係。
在一年級的其他選手逐漸在一軍以及二軍嶄露後，因沒入選一二軍而開始偷偷在練習以及比賽時玩手機。
九鬼洋平
配音：虎島貴明（日本）
青道高中一年級生，松方青少棒出身。是金丸、東條在松方青少棒的後輩。
投手、右投。
目前已知球種有滑球。
因春假期間踢足球骨折而趕不上開學，而練習進度落後，初期也為吃三大碗飯苦惱，剛好見證澤村和奧村發生爭執，而注意起奧村，想和他做投捕搭檔。
在與學長的練習賽中雖然只投2局就丟了8分（部分為非自責分），但其表現被狩場認為有像澤村的特質（不氣餒和激勵後方的守備人員），賽後與奧村、瀨戶跟加賀美一起被提拔至二軍。
其滑球受到落合肯定。
伊藤大我
配音：今井文也（日本）；陳幼文（台灣）
青道高中一年級生。
三壘手，以成為中心棒次打者為目標。
朝日光
配音：葉山翔太（日本）
青道高中一年級生。
二壘手。
加賀美貢太
青道高中一年級生。
右外野手，左投左打。
落合點名可以直接進一軍的5人之一（另4人是結城、由井、奧村和瀨戶）。
在與學長的練習賽後與奧村、瀨戶跟九鬼一起被提拔至二軍，給人的感覺像白州。

#### 二年級
金丸信二
配音：松岡禎丞（日本）；何志威（台灣）；林筠翔（香港）
打擊時的背景曲是「We Will Rock You」。
名字是參考金丸信。
在第一回人氣投票獲得第19名。
東条秀明
配音：須藤翔→蒼井翔太（日本）；陳彥鈞（台灣）
打擊時的背景曲是桃色幸運草Z（ももいろクローバーZ）的「行動吧！怪盜少女（行くぜっ!怪盗少女）」。
第一回人氣投票獲得第14名。
狩場航
配音：河西健吾→寺島惇太→中優一郎（日本）
捕手。一年級→二年級。右投。二軍。
髮型是刺蝟頭和厚唇。存在感並不顯眼。
觀察力不遜色，但也感嘆下屆的雙捕（奧村、由井）是比自己更出色的存在。
克里斯畢業後經常煩不過澤村而陪他練習，總是拿澤村沒轍，但會為了澤村的表現而開心難過。內心認同且佩服澤村。
升上二年級和春市、東條同班。
金田忠大
配音：湯本健一→鈴木裕斗→加藤隆介（日本）
青道高中一年級→二年級。
投手、外野手，右投，背號19號（1秋）→17（2春）→18（2夏）。
決勝球是指叉球。
因為雙投快速的成長，一直沒什麼正式出場的機會，大多在練習賽出場；即使如此仍然被選入正選名單。
高津廣臣
配音：浦田涉（日本）
青道高中一年級→二年級。
游擊手、三壘手，右投左打。
二軍(1秋)→一軍(2春)→二軍(2夏)。
原本體型較瘦弱，經過休賽期間訓練後體格變壯。打擊能力受到肯定，但守備不穩定。
雖然之後一度和一軍一起練習與比賽，最後仍未擠進夏季大賽正選名單。
名字是參考高津臣吾。
岡健一
配音：遠藤航（日本）
青道高中一年級→二年級。
右外野手，左打。

#### 三年級 (御幸世代)
倉持洋一
配音：淺沼晉太郎（日本）；何志威（台灣）；陳耀楠（香港）
打擊時的背景曲是THE BLUE HEARTSの「TRAIN-TRAIN」。
第一回人氣投票獲得第3名。
川上憲史
配音：下野紘（日本）；李景唐【第1～95集】→孟慶府【第96集起】（台灣）；陳灝瑋（香港）
打擊時的背景曲是ZARD的「別認輸（負けないで）」。
名字來源是參考中日龍隊前王牌投手川上憲伸。
投球姿勢參考東京養樂多燕子總教練高津臣吾。
第一回人氣投票獲得第15名。
前園健太
配音：田尻浩章（日本）；李景唐【第1～95集】→孟慶府【第96集起】（台灣）；陳成港（香港）
春市的室友。
打擊時的背景曲是長渕剛的「紅蜻蜓（とんぼ）」。
打擊是參考清原和博。
名字是參考前日本職棒廣島東洋鯉魚隊王牌投手、現美國職棒明尼蘇達雙城隊的前田健太。
白州健二郎
配音：下妻由幸（日本）；陳幼文（台灣）；梁伟德（香港）
與川上是好友，只有川上以名字「健二郎」稱呼之。
打擊時的背景曲是必殺仕事人的主題曲。
樋笠昭二
配音：川口翔→寺島惇太→三瓶雄樹（日本）
二年級→三年級。
特色是光頭和噘起的嘴唇。
常與倉持討論格鬥技。
常打出安打，但防守易出岔子。結城世代引退後，經常和金丸交替先發，但在三年級春季甲子園，跟前園一樣，迷失了打擊方向被撤下先發，變成了金丸。最後的夏季大賽背號退為二位數，主力三壘手的位置有被金丸奪走的味道。
麻生尊
配音：村田太志（日本）
二年級→三年級。
夏天時還是二軍，秋天提拔上一軍。
中學時代是4棒強打者。口癖是「なめんじゃねぇー」。不甘於現狀，渴望進入先發名單，並且成為中心棒次。
自認為已經很努力練習，但其實在球隊中不算特別認真。但豐收的一屆(由井世代)入學以後，很少再表露出懶散。
防守能力不錯，傳球的速度非常快，三高的教練曾對球員指示青道的左外野是麻生的話，就不要亂衝本壘。可惜打擊率比不上東條和金丸而非先發的不動人選。
對帝東初賽時，六局上半成功長傳，讓帝東在該局的攻勢只得1分就結束。
對成孔的準決賽，第八局成功長傳回本壘，沒讓對方三壘的跑者得分。
期待周遭能多給自己一點掌聲，可惜往往被其他人搶走了風頭。
說話比較毒，曾經痛罵把自己弄痛的東尾，但不會記仇。
經常和關一起行動。
3年級的夏季大賽4強賽開打前，向網球社的社員村瀨渚告白成功。然而幾天後在與市大三高的比賽中被甩，在淚水模糊了眼睛的情況下進行守備，而後被對方不讀不回。
打擊時的背景曲是金爆樂團（はゴールデンボンバー）的「女々しくて」。
關直道
配音：川口翔→河西健吾→富泽龙也（日本）
二年級→三年級。
二年級夏天時還是二軍，二年級秋天提拔上一軍。
三年級最後的夏季大賽未進入正選名單。
與同年級的白州皆擅長觸擊。（其觸擊能力排名第五）
雖未進入最後夏天的正選名單，卻還是以支援的角色指導學弟的防守，並且還用自己獨特的方式讓發球機投出近似敵校投手的投球軌跡，並稱呼為『關特製球』。
中田中
配音：寺島惇太→今井文也（日本）
游擊手。二年級→三年級。右投。背號13(二年級秋季)→11(三年級春季)→17(三年級夏季)。
跟倉持是玩GAME的朋友。通勤到青道上课。
夏天時還是二軍，秋天提拔上一軍。
常和同年级的前園與小野一起活動。
克里斯、金丸的室友，在克里斯畢業後，新室友為由一年級的瀨戶拓馬。
名字是參考中村中。
小野弘
配音：鈴木裕斗→露崎亘（日本）；陈灏玮（香港）
二年級→三年級。
夏天時還是二軍，秋天提拔上一軍。
配球的方式謹慎，跟強勢的御幸不同風格。比起講話會酸言諷語的御幸，更擅長安撫投手。
在牛棚時向由井坦言「隊上投手的球不好接」，特別是降谷和澤村。
神宮大賽時的正捕手，因最後與降谷發生配合失誤，而讓青道止步於四強。因對這場比賽漏接而耿耿於懷，將該場比賽的對戰表貼在自己的書桌前面警惕自己。
降谷、由井的室友。
對山守學院的練習賽因受傷提早退場，球隊也中止練習賽連勝。最後的夏季大賽仍進入正選名單，在傷還沒好之前先擔任跑壘指導員。
木島澪
配音：竹內榮治→輝山立（日本）
二年級→三年級。
夏天時還是二軍，秋天提拔上一軍。
擔任一壘跑壘教練。崇拜前輩小湊亮介（也因此自高中起改為左打），打擊與防守姿勢也跟他學習，但被片岡要求打出自己的風格。對春市抱有競爭意識。
山口健
配音：三宅貴大→村上喜紀（日本）
青道高中二年級→三年級，身高：178公分、體重：72公斤、血型B型。
一壘手，右投右打，背號14(2秋~3春)→13(3夏)。
夏天時還是二軍，受宮內的指導而進步，秋天提拔上一軍。
因為位置和同屆的前園健太重疊，通常不是先發，對前園有競爭意識。
春季甲子園與春季大賽時因前園迷失打擊方向陷入低潮而被提拔為先發一壘手，直到前園狀態調整回來為止。
川島謙吾
配音：三宅貴大→福原克己（日本）
青道高中二年級→三年級。
投手、外野手，背號11號(2秋)。
於三年級春季大賽時降回二軍，雖然之後一度和一軍一起練習與比賽，最後仍未擠進夏季大賽正選名單。
三村諒太
配音：木島隆一→今井文也（日本）
青道高中二年級→三年級。
外野手，二軍(~2夏)→背號20(2秋)。
擔任三壘跑壘教練，對藥師的秋季決賽上鼓勵隊友攻擊性跑壘。
於三年級春季大賽時降回二軍，雖然之後一度和一軍一起練習與比賽，最後仍未擠進夏季大賽正選名單。
石川誠
青道高中二年級→三年級。
三壘手，右打右投。
渡邊久志
配音：石田彰（日本）；陳幼文（台灣）
二軍。綽號是阿邊。
二年級→三年級。
通稱阿邊。
透過一般入學而加入球隊，對自己的能力不足無法好好跟秋季重組後的新球隊融合而感到煩惱，後來受御幸所托前往紀錄其他學校比賽狀況，強大的資料分析與整理能力備受好評，因而動了轉任經理的念頭，後來跟片岡監督溝通後才轉變想法。
秋季大賽以後，經常擔任偵察人員觀看他校的比賽。並在每次比賽前向球隊提出建議戰術。
多與同年級的工藤、東尾一起行動。
名字是參考日本職棒「西武王朝」時期的日本職棒埼玉西武獅隊的四大先發投手之一、後曾在台灣大聯盟獻技過的渡邊久信。
三年級最後的夏季大賽擔任其他學校的偵察工作。
工藤康
配音：土岐隼一（日本）；陳彥鈞（台灣）
二年級→三年級。右投。二軍。
和渡邊、東尾一起擔任球隊的後勤工作。
觀察力很強，發現降谷在與鵜久森比賽時腳受傷了。
經常和東尾一起盯著降谷，防止衝動行為。也會教授澤村一些拉筋動作(如前健體操)。
名字是參考日本職棒「西武王朝」時期的日本職棒埼玉西武獅隊四大先發投手之一的工藤公康。
東尾修二
配音：石谷春貴（日本）；李景唐【第1～95集】→孟慶府【第96集起】（台灣）
二壘手。二年級→三年級。右投。二軍。
和渡邊、工藤一起擔任球隊的後勤工作。
觀察力很強，發現降谷在與鵜久森比賽時腳受傷了。
經常和工藤一起盯著降谷，防止衝動行為。也會教授澤村一些拉筋動作(如前健體操)。
名字是參考日本職棒「西武王朝」時期的日本職棒埼玉西武獅隊教練之一的東尾修。

#### OB

###### 結城世代
結城哲也
配音：細谷佳正（日本）；陳彥鈞（台灣）；曹啟謙（香港）
在御幸接任隊長感到迷惘時，給出了建議。
打擊時的背景曲是魯邦三世的主題曲（ルパン三世のテーマ）。
伊佐敷純
配音：小野友樹（日本）；陳彥鈞（台灣）；關令翹（香港）
打擊時的應援曲是「宇宙戰艦大和隊（宇宙戦艦ヤマト）」。
打擊時的姿勢與全力揮棒參考小笠原道大。
增子透
配音：羽多野涉（日本）；陳彥鈞（台灣）；劉奕希（香港）
打擊時的背景曲是真心Brothers（真心ブラザーズ）的「どか～ん」。
小湊亮介
配音：岡本信彥（日本）；林美秀（第一、二季）→連婉鈞（第三季）（台灣）；李致林（香港）
常常和倉持一起欺負澤村，喜歡摸丹波的光頭。偶爾會幫春市看他的揮棒練習。
打擊時的背景曲是「甜心戰士（キューティーハニー）」。引退後改為春市的背景曲。
丹波光一郎
配音：森田成一（日本）；陳幼文（台灣）；周倚天（香港）
打擊時的背景曲是「情熱大陸」。
瀧川·克里斯·優
配音：浪川大輔（日本）；陳幼文（台灣）；李凯杰（香港）
成績優秀，生活規矩，與他同房的金丸說不敢隨便弄髒房間。
父親是來日發展的原職棒選手。送給澤村的那些惡補棒球常識的用書都是父親的作品。
名字參考瀧川克里斯特爾。
宮內啟介
配音：村田太志（日本）；黃積權（香港）
鼻子會像牛一樣噴氣。澤村後來也學他噴氣。
被亮介暱稱為小宮。
一年級加入青道球隊時，被學長指出太過瘦弱，需要多吃蛋白質。而後自創出『宮內原劑』的蛋白質營養配方。訓練有素的身體，能將衝進本壘的跑者彈回去。
被認為實力不下於御幸，甚至可能隨時都能取代先發。雖然配球才能和製造打點皆不如御幸，但接球的能力非常高超。
於學弟與二軍的比賽擔任捕手，對澤村強行閃過觸殺先碰到本壘板的滑壘很吃驚。
引退後仍指導學弟們如何鍛鍊肌肉。
有摸投手下體使投手消除緊張的習慣（特別是川上），但投手通常都不喜歡。
坂井一郎
配音：竹内榮治（日本）；张裕东（香港）
能夠打出長打的中距離火砲打者，剛加入青道，因為跟不上水準，曾經一度想要退出社團。
每天都會練習揮棒並且保養手套與釘鞋。
曾在比賽途中因沒發揮就被換下場感到不甘心，但還是把自己自豪的手套借給接替守備的降谷。
畢業後，和門田把野手手套送給降谷。
門田將明
配音：鈴木裕斗（日本）
未上場比賽時，擔任一壘跑者指導員。因打擊成績不穩定，所以先發位置被坂井搶走，但在決賽對稻城實業時再度先發上場。其守備能力和肩力卻是受到全隊倍受肯定。
結城時代通常擔任第八棒。特徵是平頭和粗眉。畢業後，和坂井把野手手套送給降谷。
楠木文哉
配音：須藤翔（日本）
候補游擊手，未上場比賽時，聲音宏亮的他擔任三壘跑者指導員。
很少正式出賽，不過防守能力不下於倉持。
亮介原本的搭檔。除了棒球社外，也有非常多朋友，人緣相當好。
田中晋
配音：梶川翔平（日本）
背號16（ - 3夏）。
遠藤直樹
配音：梶川翔平（日本）
背號17（ - 3夏）。戴著眼鏡。
山崎邦夫
配音：川口翔（日本）
背號18（ - 3夏）。
槙原真澄
配音：三宅貴大（日本）；胡家豪（香港）
三年級→棒球社OB。右投。二軍。
很清楚知道克里斯的實力。後來與齋藤、桑田一起支援著一軍。
名字參考槙原寬己及桑田真澄。
齋藤寬巳
配音：梶川翔平（日本）；鄧志堅（香港）
三年級→棒球社OB。右投。二軍。
與槙原、桑田一起支援一軍。
名字參考齋藤雅樹。
桑田雅樹
配音：須藤翔（日本）
三年級→棒球社OB。左投。二軍。
金髮狐狸眼。與春市、前園同寢。
名字參考桑田真澄。

###### 清國世代
東清國
配音：檜山修之（日本）；陳幼文（台灣）；麥皓豐（香港）
青道棒球部OB。右投右打。第四棒，三壘手。操關西腔。
結城、伊佐敷、增子、丹波、克里斯等人前一屆的學長，高中時全壘打多達42支(此數字包括正式比賽及練習賽)的怪物打者，伊佐敷最崇拜的學長。
澤村還是中學三年級生時，到青道高中參觀，碰到正在吹噓自己的東，並發生了一些磨擦，兩人還相約了要投打對決。當時高一的御幸也因為東過於臭屁，而主動要做為澤村的捕手。最終澤村共投出11顆球，並三振了東。
過去常拖著川上練習，因為講話很不客氣又一直打出全壘打，導致川上聽到他的嗓門就發抖。其實很關心學弟，後來曾透過御幸轉告給川上的鼓勵和道歉。
在東的回憶中可以看見「歉收的一屆」們成為超強打線以前的模樣，每個人入學時的表現都比澤村、降谷還不中用，東表示唯一的例外是克里斯，並認為學弟們有成長的潛力。
畢業後直接進入職棒，為橫濱DeNA海灣之星第三指名，現在做為職棒選手正在活躍中，但因為被要求要減肥而被降二軍。
打擊方式是參考中村紀洋。

#### 球隊相關人員
片岡鐵心
配音：東地宏樹（日本）；陳幼文（台灣）；葉振聲（香港）
太田一義
配音：竹內榮治（日本）；李景唐【第1～95集】→孟慶府【第96集起】（台灣）；陳永信（香港）
青道高中棒球社部長。43歲→44歲。
留有鬢角，外型微胖，個性有些戰戰兢兢地容易害怕。
棒球知識大約停在教科書上的水準，所以對片岡教練的戰術常有意見，但不敢反抗。
和長相老成表情嚴肅的片岡相比，一人擔當了板凳區所有的表情包。要想知道比賽的走勢，觀察他就對了。
一開始不太信任控球亂糟糟的澤村，比較喜歡控球良好的川上，常在青道防守局遇到危機時喊川上的名字。
隨著故事進展，比賽場上被傳染了澤村的說話習慣。
高島禮
配音：內山夕實（日本）；詹雅菁（台灣）；許盈（香港）
青道高中理事長的女兒，上課時喜歡點棒球社的學生回答問題。
身材良好的超級大美女，發言犀利，看球員的眼光毒辣。
平時穿超性感西裝套裝絲襪配短裙，完全看不出是棒球隊的人，偶爾穿高跟鞋。
落合博光
配音：大川透（日本）；何志威（台灣）
吉川春乃
配音：遠藤祐里香→佐倉綾音(actII起)（日本）；林美秀（第一、二季）→連婉鈞（第三季）（台灣）；罗孔柔（香港）
一年級→二年級。一二年級都與澤村同班級。
做事總是笨手笨腳、丟三落四的（迷迷糊糊），因此對自己不太有自信（升上2年級還還在學妹面前出包）。後來受到澤村勇往直前的態度而產生了勇氣，對澤村疑似有好感，曾在若菜到東京來看澤村比賽時格外意識若菜的存在。金丸看到他會臉紅。
自從澤村開始看少女漫畫以後，一直很想和他討論劇情。
藤原貴子
配音：山口立花子（日本）；詹雅菁（台灣）；张颂欣（香港）
三年級→OG
高一時和伊佐敷同班。
是個認真負責的人，對球隊盡心盡力。收到教練給她的球隊服後落下了感動的眼淚。
和歉收的一屆同年，一直默默支持他們背後的自主練習。
梅本幸子
配音：花守由美里（日本）；詹雅菁（台灣）；黃昕瑜（香港）
二年級→三年級。
在克里斯引退後擔任記錄員一職。
夏川唯
配音：高橋花林（日本）；林美秀（第一、二季）→連婉鈞（第三季）（台灣）；陳皓宜（香港）
二年級→三年級。
小田茜
配音：樱田佳步（日本）
一年級。青道高中棒球部經理。
黑木杏奈
配音：高橋雛子（日本）
一年級。青道高中棒球部經理，與奧村同班級。曾受奧村委託向學姊借棒球記錄本，但不敢說是奧村要借的。
森昌平
配音：田尻浩章（日本）
青道高校校長。
林慎一
配音：松本忍（日本）
青道高校教頭。

### 西東京地區
學校程度分為四個檔次: 
```
第一級(王者等級):稻城實業,青道高中,市大三高(合稱西東京三強),藥師.
第二級(名校等級)(有機率打贏王者):成孔學園,仙泉學園,創聖,紅海大管田,市大鶴之島
例如: 創聖 2:4 稻實,成孔4:5青道.
第三級(普通偏強):由良綜合,八彌王子,法兼學園. 明川
第四級(都立學校):米門西,千草.
```

#### 市大三高
```
戰績 32強 4強 亞軍(關東大賽4強) 4強
```

與同區域的青道、稻實並稱為西東京三巨頭，同爭名次的西東京棒球名校。於前一年(真中世代)的秋季大賽4強賽中以9:7擊敗青道並進軍隔年的春季甲子園，但在今年(真中世代)春季大賽中因真中狀態不佳以9:13輸給青道，在夏季大賽又以12:13X遭到黑馬藥師高中淘汰。今年秋季大賽(天久世代)準決賽時再度遇上藥師，由天久光聖與轟雷市對決，但最後以2:3一分落敗。隔年春季大賽進入四強，對上青道以5:3獲勝晉級決賽，雖以3:5不敵稻城實業獲得準優勝仍取得關東大賽出場資格。在關東大賽準決賽時以2:3X輸給白龍，無緣晉級決賽。夏季大賽取得種子身分並一路過關斬將，於16強以3X:2向藥師說再見並終止對戰2連敗，8強以7:3淘汰仙泉，晉級4強與青道對戰，最終以1:2落敗，無緣決賽。
名字是參考日本大學第三高等學校。
田原利彥
配音：加藤亮夫（日本）；蕭徽勇（香港）；陳幼文（台灣）
市大三高中教練。
說話時常夾雜英文。稱呼球員(無論是自己學校的還是其他學校的)為「○○ BOY（○○男孩）」，稱呼其他學校為「○○ High School」，而球隊也學他夾雜英文在話裡。
曾希望丹波、御幸進入自己的球隊，可惜事與願違。
名字是參考田原俊彥。
天久光聖
配音：木村良平（日本）；陳幼文（台灣）
星田守
配音：田尻浩章（日本）
市大三高二年級→三年級；身高：180公分 體重：82公斤；生日：8月6日，獅子座；A型。
一壘手，左投左打，為前一屆留下來的唯二正選之一，打擊順序為第5棒(二年級夏天)→第4棒(二年級秋天→三年級)
東京代表隊一員。
相信球棒裡面有精靈，會對球棒喃喃自語。
夏季大賽四強最後一個打席敲出再見雙殺打，使市大三高在四強止步。
宮川輝
配音：田尻浩章（日本）
市大三高二年級→三年級；身高：174公分 體重：76公斤；生日：9月16日，處女座；B型。
中外野手，左投左打，為前一屆留下來的唯二正選之一，第3棒。

安達弘樹
市大三高二年級→三年級。
游擊手，右投右打，第6棒。
升上三年級後擔任隊長。
高見晃人
市大三高二年級→三年級，捕手。
三崎達也
市大三高二年級→三年級，投手。
僅次於天久的二號投手，3年級春季大賽決賽對稻城實業因天久落枕且已取得關東大賽參賽資格而先發，與稻實的二號先發平野同場較勁，敗北。夏季大賽8強賽對仙泉學園先發，雖然被先馳得點，但仍在隊友的火力支援下主投7局失3分拿下勝投。
佐佐木伸介
市大三高一年級→二年級。
右外野手，右投左右開弓，第5棒。
二年級夏季大賽8強，四局下半對仙泉的王牌真木敲出超前三分砲。
阿部佑介
市大三高一年級。
照井匡
市大三高一年級。
投手，右投。
在關東大賽第二輪面對千大戶松時初登板。夏季大賽8強賽面對仙泉學園時於第8局上場後援，投2局無失分順利讓球隊晉級4強。
真中要
配音：鳥海浩輔（日本）；陳彥鈞（台灣）；陳成港（香港）
投手，右投，背號1，擅長高速滑球。
市大三高三年級→OB；身高：180公分 體重：74公斤；生日：6月15日，雙子座；A型；東京都出身。
與丹波就讀同一所中學，是一起長大的隊友。但選擇進入不同的高中，各自成為學校的王牌。
春季大賽因過於疲憊因此9-13輸給青道，到了夏季大賽則已調整為最佳狀態。
7局下被球打到手臂，雖然後來續投，但最後遭到黑馬藥師高校以12:13逆轉遭淘汰，因此無緣和效力青道高中的丹波光一郎對決。
天久最尊敬的前輩。
打擊時的背景曲是岩崎良美的「TOUCH（タッチ）」。
大前隆廣
配音：内山昂輝（日本）；孟慶府（台灣）；李安邦（香港）
市大三高三年級→OB；三壘手，球隊隊長，背號5，第4棒。
平川貴弘
配音：岡本信彦（日本）
市大三高三年級→OB；二壘手，腳程快，第1棒。
畢業後要重考1年。
村上和磨
市大三高三年級→OB；投手。

#### 稻城實業
```
冠軍(甲子園亞軍) 32強 冠軍（關東大賽冠軍)亞軍
```

位於西東京八王子，每年與青道、市大三爭奪甲子園入場券的強校。青道夏季決賽的對手。前一年（成宮1年級時）在4強以(青道-4:5-稻實)打敗青道且成為西東京甲子園出戰學校，在第3輪以2:3不敵八廣工業。原田世代在夏季與青道決賽以5X:4第九局逆轉勝出，代表西東京出戰甲子園，一路打進決賽以2:3不敵巨摩大藤卷。由於新球隊啟動比較慢加上原田引退，球隊狀態不穩，秋季大賽在第二輪由於被對方王牌兼四棒梅宮聖一打出致勝二壘打而被以1:2慘遭鵜久森淘汰。隔年成宮世代春季大賽一路過關斬將，第三輪以4:0完封了藥師，八強賽以11:2提前7局打敗紅海大菅田，四強賽以3:1打敗帝東，成功拿下關東大賽資格，最後以5:3擊敗市大三高獲得春季大賽冠軍。在關東大賽決賽時以5:3打敗白龍，拿下關東大賽冠軍。夏季大賽在8強以10:0提前結束成孔學園，晉級4強以9:2再度打敗紅海大菅田，進軍決賽再次對上青道。稻城實業在決賽不敵青道的降谷跟澤村二人的完美投球表現，以1:2敗給青道，成宮鳴無緣在高三帶稻實進甲子園
名字是參考早稻田實業學校。
國友廣重
配音：仲野裕（日本）；陈欣（香港）
稻城實業總教練。眼神看起來很兇惡，下巴總是抬得高高的。發怒時背景總是冰天雪地，颳起暴風雪。
為了讓稻城實業棒球社變強接受母校雇用，曾創下帶領的隊伍參加春季和夏季共14次進軍甲子園的教練。
相當以自家的選手為榮。眼光很長遠，唯一看出秋季大賽隊伍極度不穩的人，對於自家隊伍早早被淘汰毫不意外。與鵜久森的比賽結束後透過福井鼓勵多田野重新振作，並要福井帶多田野去看鵜久森對青道的比賽。
隔年的日本美國交流賽擔任監督。
林田正義
配音：羽多野涉→鈴木裕斗（日本）；林國雄（香港）
稻城實業棒球部部長。
成宮鳴
配音：梶裕貴（日本）；詹雅菁（台灣）；张裕东（香港）
打擊時的背景曲是岩崎良美的「左撇子」（サウスポー/Southpaw）。
投球姿勢主要參考工藤公康、杉內俊哉為基礎。右手腕遮住臉的姿勢參考黑田博樹。
原田雅功
配音：前野智昭（日本）；陳幼文（台灣）；邓志坚（香港）
是家中三兄弟的長子。
打擊時的背景曲是「African Symphony」（アフリカンシンフォニー）。
神谷卡爾羅斯俊樹
配音：KENN（日本）；李景唐【第1～95集】→孟慶府【第96集起】（台灣）；陳灝瑋（香港）
稻城實業二年級→三年級。
稻實打線的開路先鋒。上場打擊時，會以獨特的姿勢打擊，隨時都會注意自己的打擊節奏。擅用腳程和臂力的守備能力，數次在關鍵局數中，將成宮被打出去有可能形成長打的球全部給處理掉，可說是在成宮背後守備的最大功臣。二年級夏季大賽決賽對青道，兩人出局無人在壘的情況下，白河遭到觸身球，之後代跑白河，最後從原田雅功的內野安打成功跑回追平分延續攻勢。
被成宮邀請一同進入稻實。
父親是巴西人，在都內經營巴西料理店，但是本身在日本出生並且在日本長大的。
東京代表隊一員。
打擊時的背景曲是Bakufu Slump（爆風スランプ）的「Runner」。
白河勝之
配音：保志總一朗（日本）；陳幼文（台灣）；黄积权（香港）
游擊手，右投右打。背號6。
稻城實業二年級→三年級。身高：173公分 體重：61公斤。生日：9月6日，處女座。B型。
東京丸龜少棒隊出身，克里斯的後輩。被成宮邀請一同進入稻實，私下認為加入稻實，就可以不必與成宮為敵。
左眼被前髮遮住。
打帶跑或觸擊等戰術都做得很好（其觸擊能力排名第三）。夏季大賽決賽在9局下2出局壘上無人時遭澤村頭部觸身球，之後由前一棒的卡爾羅斯代跑，成為稻實逆轉青道的開端。
東京代表隊一員。
表情冷酷，發言毒舌。
興趣是深夜廣播（TBSラジオ）。
打擊時的背景曲是X JAPAN的「紅」。
山岡陸
配音：川口翔（日本）
打擊順序為第6棒（二年級夏天）→第4棒（二年級秋天→三年級）。
稻城實業二年級→三年級。
東京都高平少棒隊出身。被成宮邀請一同進入稻實。
東京代表隊一員。
喜歡喝一大瓶水。
高中生涯打出68發全壘打(此數字包括正式比賽及練習賽)
打擊時的背景曲是小飛俠阿童木的主題曲。
多田野樹
配音：山谷祥生（日本）；孟慶府（台灣）
背號20號(1夏)→2號(1秋~)。
原田引退後接替其正捕手位置的學弟，十分尊敬成宮鳴，但是雙方的契合度有待加強。
在對鵜久森時成宮沒有遵從他的配球，因此吃下敗仗。之後和福井被派去觀看青道對鵜久森的比賽，並思考稻實休賽季期間的規劃。
個性謹慎細心，但關鍵時刻配球往往不夠大膽。
為了配合成宮，開始勇於發表意見，頑固的程度連成宮都招架不住。秋季的練習賽中經常和成宮一人一句地吵吵鬧鬧，給觀眾製造了不少笑點。
打擊時的背景曲是「Connect（コネクト）」。
福井健斗
配音：寺島惇太→阿部敦（日本）
稻城實業二年級→三年級。
左打。背號15。
通稱小福，原田引退後接任稻實隊長一職，雖然只是替補成員卻深受隊友的信任。
個性體貼負責，連成宮都認可。
原田時代時一直是二軍，導致其他學校得知後往往有「這位是...隊長?」的反應。
井口雄大
稻城實業三年級→OB。背號10。
原田時代時為稻實在成宮之後的第二號投手，但其實力在其他隊伍中足以成為王牌投手。
平井翼
配音：平川大辅（日本）；何志威（台灣）
稻城實業三年級→OB。
二壘手。右投左打。背號4。第七棒。
打擊時的背景曲是甜蜜小天使（ひみつのアッコちゃん）的片尾曲「すきすきソング」。
平野啓二
稻城實業二年級→三年級。
投手，右投右打，背號11號。
球種有滑球。
球隊的二號投手，秋季大賽第二輪對鵜久森先發七局無失分，第八局在壘上留有2位跑者後由成宮中繼，因成宮被梅宮擊出超前比數的安打而承擔敗投。
春季大賽八強賽對紅海大菅田完投7局，僅在首局丟了2分。決賽對市大三高時亦擔任先發，和成宮聯手帶領稻實獲得優勝。
夏季大賽準決賽和赤松聯手擊敗紅海大菅田，帶領球隊打進決賽。
赤松晉二
配音：代永翼（日本）
稻城實業一年級，畢業於栗林中学，在南沢senior時擔任王牌。
投手，右投，背號20號(1春~)。
速球可達135km/h後半。
決勝球為大幅度的縱向曲球。
多田野的後輩，身高非常高。
和青道的結城(將司)與由井一樣，於入學典禮結束後立刻被球隊提拔至一軍。
在關東大賽第二輪面對北進學院(名字參考作新學院)時初登板，在第6局1人出局後連續三振6名打者。
名字是參考THE BACK HORN的松田晉二。
夏季大賽準決賽對戰紅海大菅田（以東海大菅生為藍本）先發，和平野聯手帶領球隊打進決賽。

#### 明川學園
位於西東京練馬區，青道結城世代夏季大賽第5輪(第3場)的對手。明川是一所注重升學的學校，過去棒球隊常常在第一輪就淘汰出局，但自從台灣來的交換學生楊舜臣入學後，憑藉著他對棒球的熱情改變了明川棒球隊。
明川是以楊舜臣為中心而動的球隊，隊員十分團結。左打者很多，九人裡頭有七名。
在秋季大賽十六強賽中，楊舜臣被藥師的轟擊出2支全壘打，球隊以0:2戰敗，在此場比賽中楊舜臣九局完投僅被擊出五安打且沒有四壞球。
(在動畫版裏楊則對轟投出一次保送，而轟只擊出一支全壘打，最終以0:1戰敗)
在隔年的春季大賽中，失去楊舜臣的明川在第3輪被南台高中2:9提前結束比賽。
尾形一成
配音：田尻浩章（日本）；冯锦堂（香港）
明川學園教練。「應該是」是他的口頭禪。
對任何人都用敬語。楊將他視為日本的父親般仰慕。
名字是參考イッセー尾形。
楊舜臣
配音：石川界人（日本）；陳彥鈞（台灣）；黃啟昌（香港）
打擊時的背景曲是生物股長（いきものがかり）的「青春line（青春ライン）」。（※備註：此歌亦是另外一套棒球動漫《王牌投手 振臂高揮》的後期主題曲。）
名字是參考同為台灣人的陳舜臣。
白鳥
右外野手。左打。背號9。球隊隊長。第4棒。
二宮
配音：下妻由幸（日本）
中堅手。左投左打。背號8。第1棒。
橋本
三壘手。右投左打。背號5。第2棒。
對馬
二壘手。左打。背號4。第6棒。
大西
配音：森田修二朗（日本）
游擊手。左打。背號6。第3棒。
國見
配音：富田貴洋（日本）
一壘手。右投左打。背號3。第7棒。
關口
捕手。右投右打。背號2。第8棒。
高田
左外野手。右投左打。背號7。第9棒。

#### 藥師高中
位於西東京杉並區，是青道結城世代夏季大賽第六回(8強賽)對手。是一支幾乎不使用觸擊短打的超攻擊型球隊。在夏季大賽16強擊敗被看好的種子隊伍市大三高，成為夏季賽最大黑馬，儘管在八強輸給青道高中，也是藥師高中在正式比賽中最佳的成績。休賽期間，跟日本各地實力不錯的棒球高中打練習賽，不斷連勝，中間還在練習賽打贏青道，甚至一路連勝到秋季大賽，含練習賽共連勝了34場後到決賽才被青道終止，雖止步在秋季大賽決賽，但再次刷新藥師高中比賽成績，之後被譽為西東京第四名的強校，且秋季大賽準優勝的成績吸引不少有實力的學生到藥師就讀，球隊人數與實力再度提升。
由選考委員會推選(與關東秋季大賽止步八強的4所學校競爭)而獲得春季甲子園的出賽資格，第二輪以5:2打敗夏季甲子園四強的郁榮高中，八強賽以4:2戰勝山守學院，打進四強對決清正社，六局打完5:2領先，卻在第七局被追平，第八局被拿下超前分，最終5:6落敗。
春季大賽獲得種子學校出場機會，在第三輪以4:0敗給稻城實業。
由於在春季甲子園打進四強，即使春季大賽在第三輪被淘汰仍獲得關東大賽出場資格，但只打了一場就被浦島學院逆轉敗。
因春季大賽只打了1場就打包，夏季大賽未取得種子資格，在突破前幾輪後於16強交手過去對戰2連勝的市大三高，以2:3在第9局被說再見，真田的夏天就此結束。
轟雷藏
配音：西凛太朗（日本）；李景唐【第1～95集】→孟慶府【第96集起】（台灣）；招世亮（香港）
藥師高中的總教練。常下達出乎意料之外的指令，如比賽中讓投手跟捕手交換守備位置，也曾讓兒子轟雷市當過投手。看似亂來，實際上卻擅長掌握住對手的狀況與擾亂對手的步調。
經常使用其他學校眼中的奇兵戰略，主因在於自家選手素質參差不齊。
至40歲時仍是社會人球隊現役選手，引退後一直處於無職業狀態。這期間在橋下指導兒子及其他小孩打棒球，其中特別出色的兩位就是秋葉和三島。
雖然嘴上常說希望用兒子幫他多賺點錢，實際上很期待自己的選手們好好打棒球並享受棒球的樂趣。
轟雷市
配音：小野賢章（日本）；何志威（台灣）；黃積權（香港）
打擊時的背景曲是鹹蛋超人七號（ウルトラセブン）的主題曲。
真田俊平
配音：神谷浩史（日本）；陳彥鈞（台灣）；鍾見麟（香港）
興趣是料理，特別是西方料理，也喜歡音樂，不分東西但特別喜歡HIPHOP。喜歡的食物是義大利麵，擅長的科目是理科。
打擊時的背景曲是BRAHMAN的「SEE OFF」。
三島優太
配音：鈴木達央（日本）；關令翹（香港）
從小就跟轟父子認識，非常尊敬他們兩人。小學時已經是隊伍中的第四棒，直到認識轟父子才見識到所謂的『更強』，甚至被雷藏說想要追上雷市，需要每天練習揮棒1000次，也因此遭到三島父母的警告。
目標是成為超越轟雷市的第四棒打者，超越真田的王牌投手。儘管還有一段差距，實力也確實是僅次於轟的強打者，僅次於真田的強投。
被青道評價為不錯的投手，缺點是容易自傲，在意失分。大多數的比賽都是先發投手。
球種有滑球、伸卡球。
拉棒型打者，安打率和上壘率很高。在需要得分的關鍵時刻的也經常擊出安打。
秋葉一真
配音：金本涼輔
藥師高中一年級→二年級。
左外野手、捕手、投手，右投左打，第5棒、第2棒，背號19號(1夏)→2號(1秋)。
從小就跟轟父子認識，是內外野投捕全能的天才選手。
通常擔任捕手，但秋季大賽半決賽上擔任先發投手。
強打者，一年級時就和一起長大的三島為其他學校所畏懼。
中學時和三島在同一個隊伍裡打球。
2年級夏季大賽於16強止步後，被選為新球隊的隊長。
平畠遼
配音：三宅貴大
藥師高中二年級→三年級。
右外野手。第6棒。
升上三年級後擔任隊長。
東京代表隊一員。
友部先人
配音：石井孝英
藥師高中一年級，也是最受期待的一年級新生，背號20號(關東大賽)→18號(夏季大賽)。
投手，左投左打。
決勝球為滑球。
喜歡看黃色書籍。
夏季大賽16強賽對戰市大三高先發，但只投不到3局即轉去守左外野，由真田上場負責後面的局數。
黑木大剛
配音：露崎亘
藥師高中一年級，原本有意去青道就讀。
早川大河
配音：中優一郎
藥師高中一年級，原本有意去青道就讀。
谷口翔
配音：梶田大嗣
藥師高中一年級。

#### 仙泉學園
```
戰績 4強 8強 16強 8強
```

青道結城世代夏季大賽第七回(4強賽)對手，以(青道-8:3-仙泉)落敗。是一支低調的球隊，幾乎是各個名校入隊試驗落選或沒被選上的選手，但全隊基本功做得很扎實。秋季四分之一決賽(8強賽)上因成孔學園一局內連續敲出3支全壘打而大量失分，最後以(成孔-6:3-仙泉)落敗。隔年春季大賽16強敗給鵜久森，夏季大賽8強賽以3:7不敵市大三高。
鵜飼一良
配音：伊藤和晃（日本）；陳幼文（台灣）；張炳強（香港）
仙泉學園的總教練。
是已經擔任過數間學校共40年的名資深教練，訓練出來的球員確實實力堅強，倍受同界肯定。認為片岡教練歷練尚淺且太過相信選手。
思考時喜歡用手托著下巴。
對市大三高、稻城實業、青道長年霸佔西東京前三名的狀態感到不滿，期盼自家選手可以讓仙泉之名並駕齊驅。
真木洋介
配音：江口拓也（日本）；陳彥鈞（台灣）；蘇強文（香港）
原本很想進去青道高中，卻因自己沒有受到青道球探的主動關注和邀約，又不敢主動報考青道，所以在對決青道前發下豪語說自己絕對不想輸給這樣的學校。
缺點是容易緊張，一旦對方攻勢凌厲，表現就漸漸往下坡。
但長相斯文，個性也偏內向溫和，自信不足。
2年級夏季大賽4強敗給青道後，開始有身為王牌的自覺，與隊友一體同心。秋季大賽雖然在8強輸給了成孔，仍然完投，並在場下安撫其他人，可以看出心理已有極大的成長。
打擊時的背景曲是高橋洋子的「殘酷天使的行動綱領（残酷な天使のテーゼ）」。
3年級最後的夏季大賽於8強賽對市大三高完投，球隊還是以3:7落敗，止步8強，但直到最後都確實帶領球隊的投球表現仍獲得教練讚賞。

#### 櫻澤高中
結城世代夏季準決賽四支隊伍中唯一的都立高中。在都內是屬一屬二的升學高中，但在運動方面並無出色表現，過去是支連續二十年在第一回就輸掉的球隊，因此今年能打進準決賽被人稱為奇蹟，惟最後仍不敵稻城實業。
菊川早苗
配音：小室正幸（日本）；黃子敬（香港）
櫻澤高中的總教練。櫻澤的學生都稱呼其為教授。
原本只是受到其他老師的委託擔任教練，但受到長緒明等人的熱情所影響，認真的了解棒球並替選手們做了相當多的的筆記來彌補不足之處。
長緒明
配音：近藤隆（日本）；曹啟謙（香港）
投手。右投右打。背號1號。第5棒。
三年級→OB。身高：177公分 體重：65公斤。生日：7月9日，巨蟹座。A型。
擅長蝴蝶球，櫻澤的王牌。覺得如果是升學高中晉級甲子園肯定會很有趣。
花了整整兩年苦練蝴蝶球。
中學時代一直是板凳球員，上了高中以後為求突破而練出蝴蝶球。
興趣是推理小說。
日所好己
配音：河西健吾（日本）；李凱傑（香港）
捕手。右投右打。背號2號。第4棒。三年級→OB。跟長緒中學時就認識的好朋友。
稻本正明
配音：寺島惇太（日本）；林筠翔（香港）
游擊手。右投右打。背號6號。第3棒。三年級→OB。背號6號。

#### 成孔學園
青道在御幸世代秋季大賽準決賽遇到的隊伍，是個1棒到9棒都能轟出全壘打的超重量級力量打線的強隊。強調選手體格，進行如相撲摔角選手一樣的訓練，並有專業的營養師。然而夏季大賽第1輪就因為小川表現不佳而敗北。秋季大賽在8強以6:3擊敗仙泉高中。與青道打到延長賽第10局，因為御幸的再見全壘打而以5:6X止步4強。隔年春季大賽於16強賽以1:5敗給帝東，夏季大賽於8強賽以0:10慘遭稻城實業提前結束。
名字與球衣樣式是參考八戶學院光星(原名光星學院)。
熊切仁
配音：稻田徹（日本）
成孔學園原本的總教練，被三年級家長投訴對球員施以暴力，再加上夏季大賽第一輪的慘敗，在夏季大賽後離開了球隊。隔年再度回歸球隊擔任總教練。
身材清瘦，有充滿特色的低聲嗓音。
男鹿和幸
成孔學園教練，熊切教練走後代理總教練，延續了熊切教練所留下的方法繼續訓練球隊。熊切教練回歸球隊後回任助理教練。
身材和自家的選手一樣壯碩。
枡伸一郎
配音：福山潤（日本）；孟慶府（台灣）
捕手。右投左打。二年級→三年級。第一棒。背號2。
個子在充滿壯碩球員的成孔中看起來非常嬌小，但揮棒實力驚人，只要上壘，打線就會大爆發，御幸也表示難以對付。
熊切教練在走之前，把夏季大賽失誤而導致球隊輸球的小川託付給他。
小川常松
配音：木村昴（日本）；陳彥鈞（台灣）
投手。本作唯一的左投右打。一年級→二年級。背號11(一年級秋季)→10(二年級夏季)。
特色是螺旋球。
性格幼稚，不擅長動腦，導致夏季大賽初賽敗戰，也是隊上唯一沒有哭的人。
無意間看到麵包超人而被觸動，而且只要唱那首歌球就會開始投得很好。
曾把降谷的球打成全壘打。
雖然體型巨大，但是動作卻很靈活，處理短打觸擊的速度和反應非常到位。
熊切仁認為未來有在職棒活躍的潛力，就差內在的素養不夠成熟。
第9局跑回本壘時惡意衝撞御幸導致御幸側腹受傷，不過因為御幸的守備而出局。
第10局時因為自己想正面對決的任性要求而讓御幸打出再見全壘打。敗戰後開始懂得在乎球隊的勝負。
隔年夏季大賽8強對稻城實業中繼上場被打爆，致使球隊以10:0被提前結束。
小島龍平
配音：三宅貴大（日本）
投手。中外野手。二年級→三年級。右投右打。背號1。
擅長滑球。
場面只要開始緊張，表現就開始失常。經常讓學弟小川上場中繼。
長田翔平
成孔學園二年級→三年級。
一壘手，右投右打，第4棒，背號3號。
曾表示自己是個懶人，必須要有嚴酷環境訓練。以能在甲子園打出直擊記分板(方向在中外野)的全壘打為目標鍛鍊自己，也得到熊切教練的鼓勵。
在秋季大賽時從澤村手中打出了追平比數全壘打，不過在第十局時被川上的內角滑球三振。
隔年的夏季大賽8強對戰成宮鳴4個打數吞下3次三振，但其實力受成宮認可。
東京代表隊一員。

#### 米門西高
西東京的公立高中，擅於防守。青道結城世代夏季大賽第3輪(第1戰)的對手。
千葉順一
配音：羽多野涉（日本）；何志威（台灣）；朱子聪（香港）
米門西高教練。髮色黑白相間，是個豪氣的教練。
對青道一戰，一心認為青道是個看輕對手的學校，並將這點做為對抗青道的戰略。
名字是參考千葉真一。
菊永正明
米門西高二年級→三年級。投手、外野手。左投。背號1號。
最高球速約120km、控球不太好。擅長滑球。
三兄弟的次男。興趣是撞球。
名字參考為池永正明。
南平守
配音：須藤翔（日本）
米門西高三年級→OB。投手。右投。背號10號。

#### 村田東高
西東京的公立學校。青道結城世代第4輪(第2戰)的對手。
石橋貴志
村田東高教練。
名字參考石橋貴明。

#### 由良綜合工科高中
青道御幸世代夏季大賽第3回對手(第1戰)，總教練榊英二郎是以前青道的總教練，也是片岡鐵心的恩師。與青道對戰時雖然一開始從不穩的澤村手上先馳得點拿下2分，但在青道打線爆發的情況下，在第7局以2:10X落敗。
榊英二郎。
片岡鐵心的恩師，在片岡1年級的秋季大賽即給予王牌背號，片岡因為他放棄職業棒球球團的邀約，於大學畢業後回到青道擔任助理教練。
認為片岡在助理教練期間日趨成熟，決定將球隊託付給片岡，自己到大學任教。秋季大賽前接受由良綜合工科高中的邀請擔任總教練，成為青道在西東京的競爭對手之一。

#### 八彌王子
青道御幸世代夏季大賽第4回對手(第2戰)，是一支以守備聞名的球隊，在這一年的打擊實力也逐漸提升，然而在降谷的壓制之下被完封，以0:8提前在第7局敗北。球隊名稱及球衣款式參考八王子高中。
荒井強啟
八彌王子的總教練。
川端雅紀
八彌王子二年級→三年級，球隊主將。
第3棒，二壘手，右投左打，背號4號。
曾入選東京代表隊，除了超強的守備能力之外，御幸認為他的揮棒速度在全日本也不多見。
井上尚紀
第1棒，右外野手，右投左打，背號9號。
坂下良
第2棒，中外野手，右投左打，背號8號。
黑瀨修平
第4棒，三壘手，右投右打，背號5號。
森
第5棒，游擊手，右投右打，背號6號。
田村
第6棒，捕手，右投左打，背號2號。
夏目
第7棒，投手，右投右打，背號1號。
谷崎
第8棒，一壘手，右投。
宮澤
第9棒，左外野手，右投。

#### 創聖學園
青道御幸世代夏季大賽第6回對手(8強賽)，歷屆該校出身的投手都會投一種名為「創聖二縫線」的特殊球種，最後以1:7敗北，球隊隊名及球衣款式參考創價學園。
小泉洋二郎
創聖學園總教練。
奈良晃司
第4棒，二壘手，右投，入選東京代表隊。
柳樂宗一
第5棒，投手、中外野手，右投。
最快球速141lm/h。

#### 法兼學園
青道御幸世代夏季大賽第5回(第3戰)的對手，該校崇尚自由，棒球風格類似美國學校，將更多時間放在自由練習上，社團每週休息三次，最後以0:13被青道提前結束比賽
志村
總教練，初中以前都在美國生活
卜部勝矢
第5棒，投手，右投左打，由於是轉學生所以根據高中棒球聯盟的規定一年內不能參加正式比賽。
有最快球速146km/h的直球，以及快速指叉球作為決勝球種。
三浦
投手，右投，具有一顆能干擾打者的曲球

### 東東京地區
分為四個檔次:
```
第一檔次(王者):帝東、鵜久森（打入東東京地區預賽的決賽）
第二檔次(名校):春日一,王谷,朋大一,仁王學舍,黑土館,修北
第三檔次(普通學校):七森學園
第四檔次(都立高中)            
```

#### 帝東高中
東東京地區的常勝軍團，春季與夏季打進甲子園總共二十一次，其中有兩次稱霸全國。擁有能將球投到好球帶角落的投手與銅牆鐵壁般的守備。夏季甲子園十六強。秋季大賽初賽以(青道-3:2-帝東)1分之差敗給青道，慘遭淘汰。
春季大賽於十六強賽戰勝成孔，八強賽戰勝鵜久森(帝東3:0鵜久森)，四強賽不敵稻實(帝東1:3稻實)。夏季大賽八強以13:1大勝朋大一中，四強以4:2戰勝春日一高，決賽時在9局下，向井被鵜久森的梅宮擊出左外野標竿的再見2分砲而以一分差飲恨敗北(帝東2:3X鵜久森)。名字是參考帝京高等学校。
岡本一八
配音：後藤哲夫（日本）
帝東高中總教練。
年過六十卻幹勁滿滿，經常親自下場操持防守練習。
鼓勵選手的話常拿動物當比喻，比如鼓勵乾用的是老虎。
少數對澤村一直保持高評價的人物。
向井太陽
配音：齊藤壯馬（日本）
帝東高中一年級→二年級。
決勝球是螺旋球。
對於自己的投球相當有自信，以愚弄打者為樂。
能將球投到好球帶的四個角落，控球了得。
國三的時候，領悟到好球帶是有深度的。對他來說，好球帶不只有九宮格，更是加上深度的三度空間。
從中學時代開始就一直是王牌投手。
幾乎不投太好打的球，只要球數領先，就投變化球。因而經常浪費大把球數，更留給對手可乘之機，例如四壞保送了小湊以後，被前園將內角球打到左外野。
春季大賽對成孔的比賽，面對力量型打線僅被5安打，失1分。
春季大賽開始嘗試使用好球帶壓低球數，與鵜久森一戰成功完投。
春季大賽四強與稻實成宮同場先發，雖然完投9局僅失3分，但不敵成宮完投9局只失1分，吞下完投敗。
夏季大賽帶領球隊打進決賽對上鵜久森，但在9局下半對梅宮投出內角高球，被他掃出左外野標竿再見2分砲最終以2:3X一分飲恨敗北。
乾憲剛
配音：杉田智和（日本）
帝東高中二年級→三年級。
捕手，右投左打，第4棒，背號2號。
肩膀力道強悍的強棒隊長。長相老成。
為了能穩穩接住向井的球，在手腕上掛啞鈴練習。
當場上出現意想不到的狀況時，會一臉晴天霹靂。日常中也是如此。
春季大賽四強戰從成宮手上擊出全壘打，暫時是本作唯一一位從成宮手上擊出全壘打的人。
東京代表隊隊員兼隊長
日美對抗賽時與成宮為投捕搭檔，後因傷退場而意外促成成宮與御幸這對投捕組合。

#### 鵜久森高中
夏季大賽時打進前十六強，秋季大賽第二輪刷掉稻實而一戰出名的學校(鵜久森2:1稻實)。整體氣氛像是不良少年集團，但是非常團結。春季大賽戰勝穩扎穩打的仙泉晉級八強，八強賽不敵帝東以(鵜久森0:3帝東)落敗。夏季大賽四強賽打敗仁王學舍，最終決賽對上帝東高中時，在9局下半落後1分的情況下，由梅宮擊出的再見2分全壘打，由鵜久森高中逆轉勝利(帝東2:3X鵜久森)並獲得東東京大會的優勝及夏季甲子園的初次出場。進入甲子園後，首輪以5:2戰勝了鷹山商，闖進第二輪，雖然梅宮在9局上半敲出陽春全壘打，但最終還是不敵衛冕軍巨摩大藤卷，止步第二輪。
梅宮聖一
配音：森久保祥太郎（日本）
通稱「阿梅（梅ちゃん）」。特徵是飛機頭，澤村叫他飛機頭混混。南朋的好友，原本打棒球只是消遣，但在看見南朋受傷且無法繼續打球痛哭的表情後，決定苦練棒球。
在秋季大賽中頻頻用超慢速曲球擾亂稻實的打者，且最終率隊打敗了夏季大賽優勝且前進甲子園的稻實。（其得點圈打擊率排名第四）
個性積極得近乎挑釁，站在打席上更是如此，所有對戰過的投手都被刺激到過。能視壓力為動力，因此越是緊要關頭表現越是好。
和青道比賽前在廁所遇到澤村等三位一年級，給了他們友善的印象，但發言挑起了降谷的鬥志。
曾分別用桶狹間之戰和長篠之戰（織田信長的兩場重要戰役）比喻與稻實和青道的交手。
東京代表隊一員，並與御幸搭配。夏季大賽四強率領鵜久森打進決賽，在9局下半落後1分的情況下，由梅宮擊出了的再見2分全壘打，帶領球隊獲得了春夏通算的首次甲子園出場。進入甲子園後，第一輪帶領鵜久森以5:2戰勝鷹山商成功晉級，雖然在第二輪的9局上半敲出了陽春全壘打，但鵜久森還是最終不敵衛冕軍巨摩大藤卷，但在賽後獲得對方王牌投手本鄉正宗的致敬，跟他握了手。
松原南朋
配音：鈴村健一（日本）
經理。二年級→三年級。在少棒時代就有著極高的統率力，未來也備受期待。但在中學二年級時發生了車禍，選手道路就此中斷。
在那之後以經理的身分和隊友以前進甲子園為目標。作出決定時顯得很開朗，但被梅宮看出並非那麼一回事。經常給選手們建議，只要被他肯定過就會很欣慰，也是選手們的原動力。

#### 黑士館高中(動畫為黑土館高中)
東東京的棒球名校。曾經與青道的二軍對戰過。秋季大賽預賽跟藥師排在同一區，慘遭淘汰。
名字是參考國士館高等学校。但因為「黑士館」與「國士館」日文發音相同，所以製作動畫時學校名稱即改為「黑土館」。
財前直行
配音：寺島拓篤（日本）；陳彥鈞（台灣）；麦皓丰（香港）
黑士館高中三年級→OB。
說話很毒、個性乍看之下也很惡劣，但事實上是個認真的棒球少年，而且也深受隊友信賴。
中學時是與克里斯一起搭檔的王牌投手，曾經完全壓制過結城與伊佐敷的打擊。
上高中後一開始就被提拔為王牌，但在夏季大賽時韌帶斷裂，到現在都還未復原。
青道與黑土館的練習賽中，曾經教導隊友要攻擊青道的弱點，即是針對同樣負傷的克里斯，但最後卻被澤村三振。
名字是參考財前宣之。

#### 王谷高中
青道高中在秋季大賽正賽第四輪的對手。是一所都立高中，曾經進軍過甲子園，志在打倒私立名門的棒球高牆。最後以(青道-6:2-王谷)敗給青道。隔年的夏季大賽則以3:4X被仁王學舍大附說再見。校名是參考雪谷高中。
荒木伊知郎
配音：羽多野涉（日本）
王谷高中的教練，外表看起來十分年輕，實際上已經40歲。
有喜歡抓著帽簷調整帽子的習慣。
創造了許多名言。
若林豪
配音：增田俊樹（日本）
| 球種   | 特色                                         |
| 直球   |                                              |
| 指叉球 | 決勝球種,也會用來搶好球數                    |
| 噴射球 | 與青道比賽前練出                             |
| 伸卡球 | 比賽前為了對付御幸而練的，使用時會轉為側投。 |
二年級→三年級。背號1號。打擊順序9棒。
身高：173公分 體重：59公斤。生日：10月18日，魔羯座。AB型。埼玉縣出身。
王谷高中的投手，不管課業和運動都很強，被稱為「天才」。
講話常瞧不起人，但策略很踏實。
為了對付御幸而特別在比賽前幾天發明了伸卡球。
被渡邊看出投直球時守備會變化，因此投直球時常被青道打者鎖定而失分。
興趣是電玩，皮克敏（ピクミン）和神奇寶貝（ポケモン）。
春日貴浩
二年級→三年級。第四棒。一壘手。
強打者，跟球能力非常好，甚至在終盤抓住對澤村直球的擊球時機。
山里洋平
二年級→三年級。第五棒。右外野手。
跟春日齊名的強打者。

### 其他地區

#### 巨摩大藤卷
位於北海道，過去沒沒無聞。在夏季甲子園中，打敗了稻城實業的成宮，取得了冠軍。神宮大賽時打敗了寶明高校，得到冠軍。隔年春季甲子園中在八強中打敗了青道，四強戰勝白龍，決賽時擊敗清正社高校得到冠軍，成功達成夏春連霸。在春季甲子園未曾失掉一分，可謂魔王般的存在。名字是參考駒大苫小牧高中。
新田幸造
配音：廣田行生（日本）
巨摩大藤卷的總教練。夏季甲子園優勝時延長戰的繼投戰術被稱作「新田魔術」。
對棒球抱有強大的執念，被形容是「將靈魂賣給棒球的男人」。
為了讓本鄉成長，對其採取嚴格的態度。
本鄉正宗
配音：小野大輔（日本）
最快球速151km/h。
對於同為北海道出身，且同樣能投出150km/h以上的降谷十分在意。
似乎不喜歡社交行為、容易鬧彆扭。
円城蓮司
配音：諏訪部順一（日本）
巨摩大藤卷2年級生。捕手。右投右打。背號2。第5棒。北海道青葉中學出身。
中學時代就和本鄉組成投捕搭檔。春季甲子園八強對降谷打出勝利兩分打點安打。
西英雄
配音：中優一郎（日本）
巨摩大藤卷3年級生，隊長。二壘手。背號4。第2棒。

#### 桐生高中
大阪地區的強校。去年甲子園的亞軍學校。隊員平均槓鈴臥推180kg，為全國第一強打的名校。守備陣容也很堅強。與青道有過練習比賽。名字是參考大阪桐蔭高中。
松本隆廣
配音：田尻浩章（日本）；潘文柏（香港）
大阪桐生高中總教練。
身材微胖，常面帶微笑，看起來很有福相，但卻是個在練習中十分嚴格的教練，只有在比賽時才會讓選手稍微放鬆。
很懂得針對球隊弱點替球員打氣，是個能靠一句話就提昇球隊士氣的高明教練。
館廣美
配音：松本忍（日本）；梁伟德（香港）
大阪桐生高中三年級→OB。投手。右投右打。王牌投手。背號4號。
球質沉重，也擅於曲球，打第四棒。（其體力排名第三）
是個十分享受比賽的選手，在陶醉比賽時會咧嘴而笑，但因外表看起來很恐怖，所以笑起來也很嚇人。跟外表不合的，事實上他是個內向害羞的好人。
畢業後直接進入職棒廣島東洋鯉魚隊。
名字是參考館廣。
柴田恭平
配音：李安邦（香港）
大阪桐生高中三年級→OB。為替補捕手。
是個會激勵選手的捕手。
名字是參考柴田恭兵。

#### 白龍高中
位於群馬縣，經常打進甲子園的強校，破壞對手守備的超機動力棒球，以高機動力、飛快的腳程著稱，平均壘間移動速度為4.1秒。傳聞選手只要跑向一壘的時間超過4.2秒就會被換下來，還招募了田徑選手作為外部教練。選手入部時，會徹底調查肌肉和血液成份。春季甲子園8強以7:1戰勝來自德島的好永高中，打進準決賽，但打線遭到巨摩大的王牌本鄉正宗壓制，最終吞敗，止步四強。關東大賽準決賽以3X:2戰勝市大三高，打進了冠軍賽，但最終以3:5不敵稻城實業，屈居亞軍。
佐佐木小太郎
配音：室元氣（日本）；陳彥鈞（台灣）
白龍高中總教練。
比賽時碼表幾乎不離身。
美馬總一郎
配音：梅原裕一郎（日本）；孟慶府（台灣）
中外野手。二年級→三年級。右投左打。第三棒。背號8。
白龍高中的主力打者，不但擁有強肩與強打實力，還有一雙50公尺跑5.8秒的快腿。
原本打擊的打擊姿勢和鈴木一朗一樣，但因不喜歡被人說是模仿，平常都會封印起來，面對強敵時會無意識解開封印。
曾在甲子園單場擊出兩支三壘安打。
在與青道的練習賽前，認為教練高估了御幸的阻殺能力，覺得御幸只是沒在甲子園碰上白龍而已；與之交手後便認同了他的實力。練習賽後，和御幸交換手機號碼，並留下「我在甲子園等你」的訊息。關東大賽率領球隊打進冠軍賽，但最後一個打席遭到成宮鳴的變速球再見三振，最終屈居亞軍。
九條
配音：左座翔丸（日本）
游擊手。第一棒。
宮尾
左外野。第二棒。
北大路
配音：露崎亘（日本）
一壘手。第四棒。
伊藤
配音：遠藤航（日本）
捕手。第五棒。
本多
三壘手。第六棒。
五十嵐
右外野。第七棒。
王野新太郎
投手。第八棒。
擅長滑球與噴射球。
漆原
二壘手。第九棒。

#### 西邦高中
位於愛知縣，也是甲子園的常客校之一。名字是參考東邦高等學校。
西寺鄉
配音：三瓶雄樹（日本）
西邦高中總教練。
明石聖也
配音：中井和哉（日本）
西邦高中二年級→三年級。
投手，右投右打，第4棒。
王牌投手兼第四棒。
一年級就站上甲子園舞台，當時的知名度甚至超越成宮鳴。
一個人投完三場比賽，還擊出兩發全壘打。
二年級時因為手肘受傷幾乎沒有上場投球，評價也跟成宮鳴交叉。
三年級時改變了投球姿勢捲土重來。
一之瀨來夢
配音：上田堪大（日本）
一壘手，左投左打，第3棒。
山內昴
配音：三上丈（日本）
二壘手，右投右打，第2棒。
中川翔
配音：畠中祐（日本）
中外野手，左打，第1棒。

#### 山守學院
代表山梨縣在春季甲子園出賽的學校，最終在八強以2:4不敵藥師高中。球隊氣氛非常融洽。
大河原潔
配音：室元氣（日本）
山守學院的總教練。
神足和斗/神足優斗
配音：福島潤（日本）
捕手，右投右打，第四棒(和人)、投手，右投左打，第五棒(優人)。
山守學院的雙胞胎投捕搭檔，哥哥和斗是捕手，弟弟優斗則是投手。
兄弟倆都和澤村一樣很吵，是帶動山守氣氛的核心人物。

### 其他
蒼月若菜
配音：加地綾乃（日本）；林美秀（第一、二季）→連婉鈞（第三季）（台灣）；葉曉欣（香港）
澤村榮純的青梅竹馬。血型為A型，身高156cm，体重44kg，生日是7月13日，巨蟹座，出生地在长野县，於长野县赤城中学毕业。
中學時代跟澤村一起在棒球社，也在同一個班級。
澤村上東京後，會不時傳簡訊給澤村，但倉持常常擅自替澤村回覆簡訊。喜歡澤村。
澤村榮德
配音：千田光男（日本）；陳幼文（台灣）；朱子聰（香港）
榮純的祖父。70歲。
教育方針是「揮巴掌」，拿孫子的白痴沒轍，支持榮純上東京。
梳著暴走族的髮型，嗓門和孫子一樣大。
帶著兒子和若菜一同去東京看秋季大賽的四強賽和決賽。
澤村的爸爸
配音：竹內榮治（日本）
榮純的爸爸。年輕時曾為了玩音樂而一個人上東京，因此支持榮純前往青道。
澤村的媽媽
配音：優希（日本）
榮純的媽媽。一直支持著榮純。
J·阿尼曼魯·M
配音：宇垣秀成（日本）；陳彥鈞（台灣）；潘文柏（香港）
克里斯的父親。曾經是職業棒球活躍的野手，現在是人氣搞笑藝人。
一直很認真地幫助克里斯復健，因而倍受克里斯的尊敬。
對於高中棒球夏季大賽過度使役選手抱有強烈質疑，同時也反對克里斯回到青道參與比賽，並要求克里斯休學去美國。但於青道對黑士館(動畫為黑土館)高中的比賽中，對克里斯奮不顧身的接球而感受到高中棒球的熱情，並開始全心替克里斯加油。
名字是參考Animal Lesley。
峰富士夫
配音：松本忍（日本）；何志威（台灣）；周倚天→李錦綸（香港）
月刊『棒球王國』的記者。曾經報導過一年級的御幸。現在對於澤村特殊的投球姿勢和改變球場氣氛的能力很感興趣。
採訪過許多學校和教練。
名字是參考峰不二子。
大和田秋子
配音：優希→小若和郁那（日本）；林美秀（第一、二季）→連婉鈞（第三季）（台灣）；張頌欣（香港）
月刊『棒球王國』的記者。是高挑的女性。
很喜歡眼鏡，所以很欣賞御幸。看到身材好的選手會相當興奮。
名字是參考和田現子。
降谷英司
降谷的爺爺，青道畢業的學長，曾在甲子園出賽。
降谷升為一軍後，幾乎每場比賽都到場默默觀看。從小支持個性內向的降谷追夢。
寡言的個性和孫子一樣。在觀眾席上會和榮純的爺爺攀談。
西野理佐
配音：內田真禮（日本）
一年級→二年級。一二年級都與澤村、春乃同班級。對澤村有好感。
很常推薦書給澤村。
二年級受邀至看台擔任啦啦隊。
白石彩
配音：綾瀨有（日本）
一年級→二年級。一二年級都與澤村、春乃同班級。
對澤村的表現很敏銳。
雖然也受邀至看台擔任啦啦隊，但婉拒。
菊地涼香
配音：花守由美里（日本）
一年級。與奧村同班
時常觀察並憶測奧村的舉止。
水野最愛
配音：高橋雛子（日本）
一年級。與奧村同班
時常觀察並憶測奧村的舉止。

## 出版書籍

### 單行本
| 卷數            | 講談社         | 講談社                 | 東立出版社     | 東立出版社             |
| 卷數            | 發售日期       | ISBN                   | 發售日期       | ISBN                   |
| 鑽石王牌        | 鑽石王牌       | 鑽石王牌               | 鑽石王牌       | 鑽石王牌               |
| --------------- | -------------- | ---------------------- | -------------- | ---------------------- |
| 1               | 2006年9月15日  | ISBN 978-4-06-363728-1 | 2007年7月18日  | ISBN 978-986-10-0081-7 |
| 2               | 2006年10月17日 | ISBN 978-4-06-363739-7 | 2007年7月18日  | ISBN 978-986-10-0082-4 |
| 3               | 2006年12月15日 | ISBN 978-4-06-363767-0 | 2007年10月24日 | ISBN 978-986-10-0083-1 |
| 4               | 2007年2月16日  | ISBN 978-4-06-363796-0 | 2007年11月8日  | ISBN 978-986-10-0084-8 |
| 5               | 2007年4月17日  | ISBN 978-4-06-363821-9 | 2008年2月25日  | ISBN 978-986-10-0085-5 |
| 6               | 2007年7月17日  | ISBN 978-4-06-363856-1 | 2008年2月25日  | ISBN 978-986-10-0346-7 |
| 7               | 2007年9月14日  | ISBN 978-4-06-363889-9 | 2008年3月27日  | ISBN 978-986-10-0721-2 |
| 8               | 2007年11月16日 | ISBN 978-4-06-363913-1 | 2008年6月3日   | ISBN 978-986-10-1033-5 |
| 9               | 2008年2月15日  | ISBN 978-4-06-363951-3 | 2008年8月15日  | ISBN 978-986-10-1485-2 |
| 10              | 2008年4月17日  | ISBN 978-4-06-363973-5 | 2008年9月24日  | ISBN 978-986-10-1749-5 |
| 11              | 2008年7月17日  | ISBN 978-4-06-384012-4 | 2008年11月27日 | ISBN 978-986-10-2220-8 |
| 12              | 2008年9月17日  | ISBN 978-4-06-384040-7 | 2009年2月4日   | ISBN 978-986-10-2580-3 |
| 13              | 2008年11月17日 | ISBN 978-4-06-384064-3 | 2009年3月26日  | ISBN 978-986-10-2870-5 |
| 14              | 2009年2月17日  | ISBN 978-4-06-384097-1 | 2009年6月17日  | ISBN 978-986-10-3379-2 |
| 15              | 2009年4月17日  | ISBN 978-4-06-384121-3 | 2009年9月22日  | ISBN 978-986-10-3596-3 |
| 16              | 2009年6月17日  | ISBN 978-4-06-384147-3 | 2009年10月20日 | ISBN 978-986-10-3966-4 |
| 17              | 2009年8月17日  | ISBN 978-4-06-384172-5 | 2009年12月4日  | ISBN 978-986-10-4339-5 |
| 18              | 2009年11月17日 | ISBN 978-4-06-384210-4 | 2010年3月30日  | ISBN 978-986-10-4869-7 |
| 19              | 2010年1月15日  | ISBN 978-4-06-384232-6 | 2010年7月1日   | ISBN 978-986-10-5212-0 |
| 20              | 2010年3月17日  | ISBN 978-4-06-384265-4 | 2010年7月19日  | ISBN 978-986-10-5515-2 |
| 21              | 2010年5月17日  | ISBN 978-4-06-384295-1 | 2011年3月9日   | ISBN 978-986-10-5771-2 |
| 22              | 2010年8月17日  | ISBN 978-4-06-384345-3 | 2011年5月26日  | ISBN 978-986-10-6164-1 |
| 23              | 2010年10月15日 | ISBN 978-4-06-384378-1 | 2011年8月2日   | ISBN 978-986-10-6636-3 |
| 24              | 2010年12月17日 | ISBN 978-4-06-384415-3 | 2011年10月28日 | ISBN 978-986-10-7021-6 |
| 25              | 2011年3月17日  | ISBN 978-4-06-384458-0 | 2012年1月10日  | ISBN 978-986-10-7679-9 |
| 26              | 2011年5月17日  | ISBN 978-4-06-384488-7 | 2012年3月8日   | ISBN 978-986-10-7987-5 |
| 27              | 2011年8月17日  | ISBN 978-4-06-384534-1 | 2012年5月4日   | ISBN 978-986-10-8609-5 |
| 28              | 2011年10月17日 | ISBN 978-4-06-384564-8 | 2012年9月13日  | ISBN 978-986-10-9039-9 |
| 29              | 2011年12月16日 | ISBN 978-4-06-384598-3 | 2012年12月11日 | ISBN 978-986-10-9390-1 |
| 30              | 2012年3月16日  | ISBN 978-4-06-384643-0 | 2013年2月21日  | ISBN 978-986-10-9938-5 |
| 31              | 2012年5月17日  | ISBN 978-4-06-384672-0 | 2013年4月30日  | ISBN 978-986-317-301-4 |
| 32              | 2012年8月17日  | ISBN 978-4-06-384704-8 | 2013年6月6日   | ISBN 978-986-317-869-9 |
| 33              | 2012年10月17日 | ISBN 978-4-06-384748-2 | 2013年8月5日   | ISBN 978-986-324-475-2 |
| 34              | 2012年12月17日 | ISBN 978-4-06-384781-9 | 2014年1月2日   | ISBN 978-986-324-957-3 |
| 35              | 2013年3月15日  | ISBN 978-4-06-384827-4 | 2014年4月1日   | ISBN 978-986-332-665-6 |
| 36              | 2013年5月17日  | ISBN 978-4-06-384864-9 | 2014年8月4日   | ISBN 978-986-332-822-3 |
| 37              | 2013年8月16日  | ISBN 978-4-06-394910-0 | 2014年10月6日  | ISBN 978-986-337-508-1 |
| 38              | 2013年10月17日 | ISBN 978-4-06-394943-8 | 2014年11月17日 | ISBN 978-986-337-871-6 |
| 39              | 2013年12月17日 | ISBN 978-4-06-394984-1 | 2015年1月15日  | ISBN 978-986-348-297-0 |
| 40              | 2014年3月17日  | ISBN 978-4-06-395025-0 | 2015年3月13日  | ISBN 978-986-348-936-8 |
| 41              | 2014年5月16日  | ISBN 978-4-06-395079-3 | 2015年6月9日   | ISBN 978-986-365-280-9 |
| 42              | 2014年7月17日  | ISBN 978-4-06-395125-7 | 2015年7月23日  | ISBN 978-986-365-807-8 |
| 43              | 2014年9月17日  | ISBN 978-4-06-395187-5 | 2015年8月18日  | ISBN 978-986-382-146-5 |
| 44              | 2014年11月17日 | ISBN 978-4-06-395242-1 | 2015年9月11日  | ISBN 978-986-382-407-7 |
| 45              | 2015年1月16日  | ISBN 978-4-06-395288-9 | 2015年10月29日 | ISBN 978-986-382-910-2 |
| 46              | 2015年3月17日  | ISBN 978-4-06-395344-2 | 2015年11月30日 | ISBN 978-986-431-385-3 |
| 47              | 2015年8月17日  | ISBN 978-4-06-395498-2 | 2016年1月4日   | ISBN 978-986-462-317-4 |
| 鑽石王牌 act II |                |                        |                |                        |
| 1               | 2015年11月17日 | ISBN 978-4-06-395547-7 | 2017年7月21日  | ISBN 978-986-482-782-4 |
| 2               | 2016年2月17日  | ISBN 978-4-06-395598-9 | 2017年8月28日  | ISBN 978-986-482-783-1 |
| 3               | 2016年5月17日  | ISBN 978-4-06-395667-2 | 2017年11月16日 | ISBN 978-986-482-784-8 |
| 4               | 2016年8月17日  | ISBN 978-4-06-395709-9 | 2017年12月20日 | ISBN 978-986-482-785-5 |
| 5               | 2016年10月17日 | ISBN 978-4-06-395782-2 | 2018年3月15日  | ISBN 978-986-482-786-2 |
| 6               | 2017年2月17日  | ISBN 978-4-06-395822-5 | 2018年4月13日  | ISBN 978-986-482-787-9 |
| 7               | 2017年4月17日  | ISBN 978-4-06-395915-4 | 2018年5月17日  | ISBN 978-986-486-378-5 |
| 8               | 2017年7月14日  | ISBN 978-4-06-510036-3 | 2018年6月22日  | ISBN 978-986-486-846-9 |
| 9               | 2017年9月15日  | ISBN 978-4-06-510192-6 | 2018年7月30日  | ISBN 978-957-26-0138-9 |
| 10              | 2017年12月15日 | ISBN 978-4-06-510389-0 | 2018年9月10日  | ISBN 978-957-26-0175-4 |
| 11              | 2018年3月16日  | ISBN 978-4-06-510971-7 | 2018年10月5日  | ISBN 978-957-26-0763-3 |
| 12              | 2018年6月15日  | ISBN 978-4-06-511668-5 | 2018年11月9日  | ISBN 978-957-26-1276-7 |
| 13              | 2018年8月17日  | ISBN 978-4-06-511987-7 | 2018年12月28日 | ISBN 978-957-26-1729-8 |
| 14              | 2018年11月16日 | ISBN 978-4-06-512996-8 | 2019年12月9日  | ISBN 978-957-26-2121-9 |
| 15              | 2019年1月17日  | ISBN 978-4-06-513489-4 | 2020年2月10日  | ISBN 978-957-26-2667-2 |
| 16              | 2019年4月17日  | ISBN 978-4-06-515298-0 | 2020年6月1日   | ISBN 978-957-26-3095-2 |
| 17              | 2019年6月17日  | ISBN 978-4-06-515140-2 | 2020年11月27日 | ISBN 978-957-26-4029-6 |
| 18              | 2019年8月16日  | ISBN 978-4-06-516665-9 | 2020年12月21日 | ISBN 978-957-26-4030-2 |
| 19              | 2019年10月17日 | ISBN 978-4-06-517165-3 | 2021年2月22日  | ISBN 978-957-26-4395-2 |
| 20              | 2020年1月17日  | ISBN 978-4-06-517550-7 | 2021年4月26日  | ISBN 978-957-26-4762-2 |
| 21              | 2020年4月17日  | ISBN 978-4-06-518557-5 | 2021年5月24日  | ISBN 978-957-26-5102-5 |
| 22              | 2020年7月17日  | ISBN 978-4-06-519179-8 | 2021年9月16日  | ISBN 978-957-26-6676-0 |
| 23              | 2020年9月17日  | ISBN 978-4-06-520601-0 | 2022年1月17日  | ISBN 978-957-26-6677-7 |
| 24              | 2020年11月17日 | ISBN 978-4-06-521255-4 | 2022年9月5日   | ISBN 978-957-26-6678-4 |
| 25              | 2021年2月17日  | ISBN 978-4-06-521685-9 | 2023年3月31日  | ISBN 978-957-26-6679-1 |
| 26              | 2021年4月16日  | ISBN 978-4-06-522517-2 | 2023年9月14日  | ISBN 978-957-26-7213-6 |
| 27              | 2021年7月16日  | ISBN 978-4-06-523587-4 | 2025年1月2日   | ISBN 978-957-26-7291-4 |
| 28              | 2021年8月17日  | ISBN 978-4-06-524482-1 | 2025年8月4日   | ISBN 978-957-26-7801-5 |
| 29              | 2021年12月17日 | ISBN 978-4-06-526003-6 |                |                        |
| 30              | 2022年3月17日  | ISBN 978-4-06-526896-4 |                |                        |
| 31              | 2022年6月17日  | ISBN 978-4-06-527917-5 |                |                        |
| 32              | 2022年12月16日 | ISBN 978-4-06-529135-1 |                |                        |
| 33              | 2023年2月17日  | ISBN 978-4-06-530351-1 |                |                        |
| 34              | 2023年5月17日  | ISBN 978-4-06-531287-2 |                |                        |

- 限定版

| 卷數            | 講談社         | 講談社                 | 附贈品                                  |
| 卷數            | 發售日期       | ISBN                   | 附贈品                                  |
| 鑽石王牌        | 鑽石王牌       | 鑽石王牌               | 鑽石王牌                                |
| --------------- | -------------- | ---------------------- | --------------------------------------- |
| 44              | 2014年11月17日 | ISBN 978-4-06-358727-2 | 原創動畫DVD「Face」                     |
| 45              | 2015年1月16日  | ISBN 978-4-06-358728-9 | 原創動畫DVD「Out Run」                  |
| 46              | 2015年3月17日  | ISBN 978-4-06-358729-6 | 原創動畫DVD「Boys be...」               |
| 鑽石王牌 act II |                |                        |                                         |
| 1               | 2015年11月17日 | ISBN 978-4-06-362321-5 | 21枚貼紙                                |
| 2               | 2016年2月17日  | ISBN 978-4-06-362324-6 | 3枚徽章                                 |
| 4               | 2016年8月17日  | ISBN 978-4-06-358820-0 | 原創動畫DVD「青道日誌／歸隊／冬季合宿」 |
| 5               | 2016年10月17日 | ISBN 978-4-06-358821-7 | 原創動畫DVD「Spirits／Glory」           |
| 7               | 2017年4月17日  | ISBN 978-4-06-362358-1 | 原畫明信片10枚                          |
| 8               | 2017年7月14日  | ISBN 978-4-06-510042-4 | 原畫明信片10枚                          |
| 9               | 2017年9月15日  | ISBN 978-4-06-510173-5 | 特製T裇                                 |
| 10              | 2017年12月15日 | ISBN 978-4-06-511018-8 | 便利貼本                                |
| 11              | 2018年3月16日  | ISBN 978-4-06-511377-6 | 月曆                                    |
| 13              | 2018年8月17日  | ISBN 978-4-06-512326-3 | 書籤                                    |

- KPC版

| 卷數 | 標題 | 講談社         | 講談社                 |
| 卷數 | 標題 | 發售日期       | ISBN                   |
| ---- | ---- | -------------- | ---------------------- |
| 1    |      | 2015年8月12日  | ISBN 978-4-06-385746-7 |
| 2    |      | 2015年8月26日  | ISBN 978-4-06-385747-4 |
| 3    |      | 2015年9月9日   | ISBN 978-4-06-385754-2 |
| 4    |      | 2015年9月23日  | ISBN 978-4-06-385760-3 |
| 5    |      | 2015年10月14日 | ISBN 978-4-06-385791-7 |
| 6    |      | 2015年10月28日 | ISBN 978-4-06-385792-4 |
| 7    |      | 2015年11月11日 | ISBN 978-4-06-385795-5 |
| 8    |      | 2015年11月25日 | ISBN 978-4-06-385802-0 |
| 9    |      | 2015年12月9日  | ISBN 978-4-06-385825-9 |
| 10   |      | 2015年12月22日 | ISBN 978-4-06-385826-6 |
| 11   |      | 2015年1月13日  | ISBN 978-4-06-385830-3 |
| 12   |      | 2016年5月11日  | ISBN 978-4-06-385917-1 |
| 13   |      | 2016年5月25日  | ISBN 978-4-06-385918-8 |
| 14   |      | 2016年6月8日   | ISBN 978-4-06-385919-5 |
| 15   |      | 2016年6月22日  | ISBN 978-4-06-385920-1 |
| 16   |      | 2016年7月13日  | ISBN 978-4-06-385939-3 |
| 17   |      | 2016年7月27日  | ISBN 978-4-06-385940-9 |
| 18   |      | 2016年8月10日  | ISBN 978-4-06-385970-6 |
| 19   |      | 2016年8月24日  | ISBN 978-4-06-385973-7 |
| 20   |      | 2016年9月14日  | ISBN 978-4-06-385976-8 |
| 21   |      | 2016年9月28日  | ISBN 978-4-06-385984-3 |
| 22   |      | 2016年10月12日 | ISBN 978-4-06-386048-1 |
| 23   |      | 2016年10月26日 | ISBN 978-4-06-386049-8 |

### 其他
| 日文標題 | 中文標題                 | 講談社         | 講談社                 | 東立出版社    | 東立出版社             |
| 日文標題 | 中文標題                 | 發售日期       | ISBN                   | 發售日期      | ISBN                   |
| -------- | ------------------------ | -------------- | ---------------------- | ------------- | ---------------------- |
|          | 鑽石王牌 公式導讀手冊 表 | 2014年3月17日  | ISBN 978-4-06-376951-7 | 2015年7月13日 | ISBN 978-986-382-758-0 |
|          | 鑽石王牌 公式導讀手冊 裏 | 2014年7月17日  | ISBN 978-4-06-376985-2 | 2015年10月1日 | ISBN 978-986-382-759-7 |
|          |                          | 2014年11月17日 | ISBN 978-4-06-377110-7 |               |                        |
|          |                          | 2014年12月22日 | ISBN 978-4-06-389858-3 |               |                        |
|          |                          | 2016年5月17日  | ISBN 978-4-06-377484-9 |               |                        |
|          |                          | 2017年2月17日  | ISBN 978-4-06-393179-2 |               |                        |

## 電視動畫
日本於2013年10月6日播出，臺灣於同年12月1日在台視首播。第二季緊接在第一季之後播出，兩季皆是原作第一部的內容，並以稻實戰前後（夏、秋季大賽）作劃分。SECOND SEASON並非指原作的第二部（actII），而是自稻實戰後直至原作第一部結尾。第三季動畫(actII)於2019年4月2日播出。

### 製作人員
|              | 第一季                                                   | 第二季                  | 第三季                         |
| ------------ | -------------------------------------------------------- | ----------------------- | ------------------------------ |
| 原作         | 寺嶋裕二「鑽石王牌」                                     | 寺嶋裕二「鑽石王牌」    | 寺嶋裕二「鑽石王牌 actII」     |
| 監督         | 增原光幸                                                 | 增原光幸                | 增原光幸                       |
| 副監督       |                                                          |                         | 岩田和也                       |
| 系列構成     | 古怒田健志                                               | 古怒田健志              | 古怒田健志                     |
| 人物設計     | 植田實                                                   | 植田實                  | 植田實、田崎聰                 |
| 總作畫監督   | 田崎聰                                                   | 田崎聰                  | 小林亮、吉川真一               |
| 動作作畫監督 | 立中順平                                                 | 立中順平                | 佐藤雄三、千光士海登、戶倉紀元 |
| 美術監督     | 上野秀行                                                 | 上野秀行                | 高木佐和子                     |
| 色彩設計     | 鎌田千賀子                                               | 鎌田千賀子、中嶋音夢    | 今野成美                       |
| 特殊效果     | 谷口團隊                                                 | 谷口團隊                |                                |
| 攝影監督     | 畑中宏信（至41話） 奧村隆弘（42話起）                    | 田中恆嗣                | 井上洋志                       |
| 編輯         | 寺内聰                                                   | 寺内聰                  | 塚常真理子                     |
| 音響監督     | 高桑一                                                   | 高桑一                  | 高桑一                         |
| 音樂         | Frying-Pan                                               | Frying-Pan              | 百石元                         |
| 監修         | 松下卓也、福場一義                                       | 松下卓也                |                                |
| 綜合製作     | 山田昇                                                   | 山田昇                  | 山田昇                         |
| 製作人       | 佐佐木亮（至25話） 渡邊愛美（至65話） 山內未來（26話起） | 山內未來                | 山內未來                       |
| 動畫製作人   | 櫻井健一                                                 | 櫻井健一                | 櫻井健一                       |
| 動畫製作     | MADHOUSE×Production I.G                                  | MADHOUSE×Production I.G | MADHOUSE                       |
| 製作         | 東京電視台、AT-X                                         | 東京電視台、AT-X        | 東京電視台、AT-X               |

### 主題曲
| 話數                   | 曲名              | 主唱                              | 作詞     | 作曲、編曲                                   |
| 片頭曲                 | 片頭曲            | 片頭曲                            | 片頭曲   | 片頭曲                                       |
| ---------------------- | ----------------- | --------------------------------- | -------- | -------------------------------------------- |
| 第1季：1－25 第2季：1  | Go EXCEED!!       | Tom-H@ck featuring 大石昌良       | hotaru   | Tom-H@ck                                     |
| 第1季：26－51 第2季：2 | Perfect HERO      | Tom-H@ck featuring 大石昌良       |          | Tom-H@ck                                     |
| 第1季：52－75 第2季：3 |                   | GLAY                              | TERU     | TERU（作曲） GLAY、SEIJI KAMEDA（編曲）      |
| 第2季：4－26           | HEROES            | GLAY                              | TERU     | TERU（作曲） GLAY、SEIJI KAMEDA（編曲）      |
| 第2季：27－51          |                   | GLAY                              | TERU     | TERU（作曲） GLAY、SEIJI KAMEDA（編曲）      |
| 第3季：1－29           |                   | GLAY                              | TERU     | TERU（作曲） GLAY、SEIJI KAMEDA（編曲）      |
| 第3季：30－52          | 流星のHowl        | GLAY                              | TAKURO   | TERU（作曲）                                 |
| 片尾曲                 |                   |                                   |          |                                              |
| 第1季：1－13           | Seek Diamonds     | 日笠陽子                          | 大森祥子 | 中山真斗                                     |
| 第1季：14－25 第2季：1 |                   | 三森鈴子                          | Shihori  | EFFY                                         |
| 第1季：26－37          |                   | D應P（鑽石王牌應援Project）       | 矢吹香那 | 前口涉                                       |
| 第1季：38－51 第2季：2 | CLOUD NINE        | 青道高校野球部                    |          |                                              |
| 第1季：52－63          | PROMISED FIELD    | 青道高校野球部                    | yamazo   |                                              |
| 第1季：64－75 第2季：3 | FINAL VICTORY     | 青道高校野球部                    |          |                                              |
| 第2季：4－13           | KIMERO!!          | OxT                               | 大石昌良 | Tom-H@ck                                     |
| 第2季：14－26          | BLUE WINDING ROAD | 青道高校野球部                    |          | 園田健太郎                                   |
| 第2季：27－39          | BLOOM OF YOUTH    | OxT                               | 大石昌良 | 大石昌良（作曲） OxT（編曲）                 |
| 第2季：40－50          | BRAND NEW BLUE    | 澤村榮純（逢坂良太）with 大石昌良 |          | 大石昌良                                     |
| 第3季：1－12           |                   | OxT                               | 大石昌良 | 大石昌良（作曲） KanadeYUK、Tom-H@ck（編曲） |
| 第3季：13－29          |                   | 內田真禮                          | hotaru   | Tom-H@ck（作曲） KanadeYUK（編曲）           |
| 第3季：30－39          |                   | 三森鈴子                          | hotaru   | 大石昌良（作曲、編曲） yamazo（編曲）        |
| 第3季: 40－51          |                   | OxT                               | hotaru   | Tom-H@ck                                     |

### 各話列表

#### 第一季
| 話數 | 日文標題 | 中文標題                       | 臺灣標題                       | 香港標題                             | 劇本       | 分鏡       | 演出       | 作畫監督                                                                  | 片尾插畫     |          |
| ---- | -------- | ------------------------------ | ------------------------------ | ------------------------------------ | ---------- | ---------- | ---------- | ------------------------------------------------------------------------- | ------------ | -------- |
| 1    |          | 命運的一球                     | 命運的一球                     | 命運的一球                           | 古怒田健志 | 增原光幸   | 青柳宏宜   | 齊藤和也、岡辰也 植田實、小林亮 早乙女啟、吉川真一 春日井浩之             | 不適用       |          |
| 2    |          | 搭檔                           | 搭檔                           | 搭檔                                 | 古怒田健志 | 佐藤雄三   | 白石達也   | 小林亮                                                                    | 不適用       |          |
| 3    |          | 喪失投手資格？                 | 投手失格                       | 沒資格當投手？                       | 藤咲淳一   | 增田敏彥   | 熨斗谷充孝 | 岡崎洋美、高澤美佳                                                        | 不適用       |          |
| 4    |          | 同類選手？                     | 同一型                         | 同一類型？                           | 谷村大四郎 | 大原實     | 清水一伸   | 柳瀨讓二                                                                  | 不適用       |          |
| 5    |          | 激突                           | 正面衝突                       | 激烈衝突                             | 宇田川貴廣 | 前園文夫   | 楠根彰     | 小山知洋                                                                  | 不適用       |          |
| 6    |          | 正面對決                       | 正面對決                       | 正面決勝負                           | 宇田川貴廣 | 成田歲法   | 西本由紀夫 | 山田徑子                                                                  | 不適用       | 寺嶋裕二 |
| 7    |          | 兩組投捕搭檔                   | 兩組投捕搭檔                   | 兩個投捕組合                         | 谷村大四郎 | 笹木信作   | 中川淳     | 青井清年、小林亮                                                          | 不適用       | 寺嶋裕二 |
| 8    |          | 克里斯的真相                   | 克里斯的真相                   | 克里斯的真相                         | 古怒田健志 | 佐藤雄三   | 川崎逸朗   | 新岡浩美、小林亮                                                          | 不適用       | 寺嶋裕二 |
| 9    |          | 遺憾，銘刻於心                 | 悔恨，刻骨銘心                 | 將懊悔刻在心中                       | 藤咲淳一   | 增田敏彥   | 渡部周     | 永吉隆志、小畑賢 市野瑪利亞                                               | 不適用       | 寺嶋裕二 |
| 10   |          | 磨練，怪癖球                   | 磨練，尾勁球                   | 磨練怪癖球                           | 藤咲淳一   | 笹島啟一   | 佐土原武之 | 小林由香里、高澤美佳                                                      |              | 寺嶋裕二 |
| 11   |          | 克里斯上場！                   | 克里斯上陣                     | 克里斯上陣                           | 古怒田健志 | 大原實     | 清水一伸   | 柳瀨讓二、栗原學                                                          |              | 寺嶋裕二 |
| 12   |          | 攻擊目標                       | 目標                           | 目標                                 | 宇田川貴廣 | 成田歲法   | 熨斗谷充孝 | 小林由香里、山本徑子                                                      |              |          |
| 13   |          | 晉升一軍                       | 升上一軍                       | 升上正選隊                           | 谷村大四郎 | 笹木信作   | 田中智也   | 小山知洋                                                                  | 寺嶋裕二     |          |
| 14   |          | 集訓開始                       | 集訓開始                       | 開始宿營集訓                         | 谷村大四郎 | 增田敏彥   | 松本佳久   | 關口雅浩                                                                  | 宮島禮吏     |          |
| 15   |          | 以球技帶領隊伍！               | 用表現來帶領球隊               | 用表現帶動球隊                       | 古怒田健志 | 前園文夫   | 古川順康   | 山崎輝彥、宮崎里美                                                        | 宮島禮吏     |          |
| 16   |          | 試煉                           | 試煉                           | 考驗                                 | 宇田川貴廣 | 大原實     | 大宅光子   | 吉田徹                                                                    | 氏家ト全     |          |
| 17   |          | 比賽真開心                     | 比賽真開心                     | 比賽很開心                           | 藤咲淳一   | 渡邊淳央   | 白石達也   | 小林亮                                                                    | 氏家ト全     |          |
| 18   |          | 雖然火大                       | 雖然很不爽                     | 雖然很氣憤                           | 藤咲淳一   | 成田歲法   | 清水明     | 山本徑子、岡崎洋美                                                        | 鈴木央       |          |
| 19   |          | 因緣                           | 因緣                           | 因緣                                 | 谷村大四郎 | 大原實     | 川崎逸朗   | 青井清年、吉川真一                                                        | 鈴木央       |          |
| 20   |          | 緊急事態                       | 緊急事態                       | 事應緊急                             | 宇田川貴廣 | 笹木信作   | 山崎茂     | 兒玉光、小林一三                                                          | maou         |          |
| 21   |          | 邁向夢想的舞台                 | 前往夢想的舞台                 | 通往夢想的舞台                       | 古怒田健志 | 成田歲法   | 佐土原武之 | 小林由香里、山本徑子 德川惠梨                                             | 月山可也     |          |
| 22   |          | 表現時間                       | 表現時間                       | 自我表現的時刻                       | 宇田川貴弘 | 大原實     | 田中智也   | 小山知洋                                                                  | 月山可也     |          |
| 23   |          | 正式比賽初登場                 | 正式賽首次亮相                 | 在公開賽首次亮相                     | 谷村大四郎 | 古川順康   | 淵上真     | 植田實、吉川真一 高澤美佳                                                 | 植田實       |          |
| 24   |          | 精密機械                       | 精密機械                       | 精密機器                             | 藤咲淳一   | 笹木信作   | 松本佳久   | 關口雅浩                                                                  | 立中順平     |          |
| 25   |          | 攻克降谷                       | 降谷攻略                       | 攻略降谷                             | 古怒田健志 | 增田敏彥   | 大宅光子   | 原田峰文、吉田徹 窪敏、中島美子                                           | 吉河美希     |          |
| 26   |          | 明川的奇蹟般表現               | 奇蹟明川                       | 奇蹟般的明川                         | 宇田川貴廣 | 成田歲法   | 熨斗谷充孝 | 山本徑子、齋藤弘樹                                                        | 吉河美希     |          |
| 27   |          | 絕不逃避                       | 我不會逃避                     | 不會逃避                             | 藤咲淳一   | 笹木信作   | 中川淳     | 青井清年、小林亮 早乙女啟                                                 | 立中順平     |          |
| 28   |          | 軌跡，澤村榮純，邁向熱鬥投手丘 | 軌跡，澤村榮純，邁向熱鬥投手丘 | 軌跡 澤村榮純的過去 邁向熱戰的投手丘 | 古怒田健志 | 中川淳     | 中川淳     | 不適用                                                                    | 立中順平     |          |
| 29   |          | 較量                           | 較量                           | 勢均力敵                             | 谷村大四郎 | 渡部周     | 渡部周     | 永吉隆志、柳瀨讓二 山崎輝彥、木下由美子                                   | 寺嶋裕二     |          |
| 30   |          | 勝者與敗者                     | 贏家與輸家                     | 勝利者與戰敗者                       | 谷村大四郎 | 成田歲法   | 熨斗谷充孝 | 山本徑子、後藤麻梨子 齋藤弘樹                                             | 立中順平     |          |
| 31   |          | 黑馬                           | 黑馬                           | 黑馬                                 | 宇田川貴廣 | 增田敏彥   | 淵上真     | 青井清年、吉川真一 高澤美佳                                               | 立中順平     |          |
| 32   |          | 各自的夏天                     | 每個人的夏天                   | 每個人不同的夏天                     | 古怒田健志 | 笹木信作   | 田中智也   | 小山和洋                                                                  | 西本英雄     |          |
| 33   |          | 搖錢樹                         | 搖錢樹                         | 搖錢樹                               | 藤咲淳一   | 增田敏彥   | 中川淳     | 小林亮、北尾勝 金弼康                                                     | 西本英雄     |          |
| 34   |          | 可靠的學長們                   | 可靠的學長們                   | 一群可靠的前輩                       | 藤咲淳一   | 成田歲法   | 熨斗谷充孝 | 山本徑子、小林由香里 黑川飛鳥、佐賀野櫻子 齋藤弘樹                        | toranosukeh_ |          |
| 35   |          | 潛能                           | 潛力                           | 潛力                                 | 宇田川貴廣 | 笹木信作   | 真野玲     | 青井清年、吉川真一 早乙女啟、高澤美佳                                     |              |          |
| 36   |          | 王牌登場                       | 王牌登場                       | 王牌登場                             | 古怒田健志 | 淵上真     | 淵上真     | 北尾勝、小林亮 吉川真一、高澤美佳 吉田徹、一之瀨結梨 金弼康、今野亞希子   | 藤咲淳一     |          |
| 37   |          | 爆發！                         | 爆發！                         | 爆發                                 | 谷村大四郎 | 增田敏彥   | 大宅光子   | 原田峰文、大谷道子 窪敏                                                   | 雷句誠       |          |
| 38   |          | 各自的職責                     | 每個人的職責                   | 各自的職責                           | 谷村大四郎 | 倉井聰     | 中川淳     | 青井清年、吉川真一 北尾勝、高澤美佳 金弼康                                | 雷句誠       |          |
| 39   |          | 身負期待                       | 背負著期待                     | 背負著期望                           | 宇田川貴廣 | 真野玲     | 渡部周     | 永吉隆志、桐谷真咲 西山忍                                                 | 藤咲淳一     |          |
| 40   |          | 制勝球                         | 決勝球                         | 致勝的一球                           | 古怒田健志 | 笹木信作   | 田中智也   | 小山知洋、青井清年                                                        | 高見明男     |          |
| 41   |          | 準決賽，到來                   | 準決賽，到來                   | 來吧！準決賽                         | 藤咲淳一   | 白石達也   | 白石達也   | 小林亮                                                                    | 真島浩       |          |
| 42   |          | 屹立球場的大巨人               | 矗立於前的大巨人               | 聳立的大巨人                         | 谷村大四朗 | 成田歲法   | 秦義人     | 山本徑子、飯飼一幸 山崎敦子、佐賀野櫻子 齋藤弘樹、桝井一平                | 真島浩       |          |
| 43   |          | 復仇                           | 復仇                           | 報復                                 | 宇田川貴廣 | 淵上真     | 淵上真     | 早乙女啟、新岡浩美 高澤美佳、吉川真一 青井清年                            | 藤咲淳一     |          |
| 44   |          | 決勝球                         | 武器球                         | 決定勝的一球                         | 藤咲淳一   | 增田敏彥   | 山口美浩   | 永吉隆志、桐谷真咲 小畑賢、西山忍                                         | kutti        |          |
| 45   |          | 夢想物語                       | 夢物語                         | 夢想的故事                           | 古怒田健志 | 真野玲     | 真野玲     | 北尾勝、小林亮 岡郁子、今野亞希子                                         | JIRO         |          |
| 45   |          | 立於舞台之人                   |                                |                                      | 藤咲淳一   | 川野麻美   | 川野麻美   | 河田泉、岡郁美 金弼康、小林亮 2016-08-15 2016-12-26 2021-08-16 2022-12-26 |              |          |
| 46   |          | 呼喚絕望的投球                 | 喚來絕望的投球                 | 呼喚絕望的投球                       | 宇田川貴廣 | 倉井智     | 大宅光子   | 原田峰文、大道子 窪敏                                                     | 安田剛士     |          |
| 47   |          | 、、、那個夏日                 | 那年夏天                       | 那年夏天                             | 藤咲淳一   | 佐藤雄三   | 中川淳     | 吉川真一、高澤美佳 青井清年、新岡浩美 早乙女啟、北尾勝 金弼康、 瀧野茉美  | 安田剛士     |          |
| 48   |          | 在宿舍、、、、                 | 在宿舍…                        | 在宿舍…                              | 藤咲淳一   | 成田歲法   | 熨斗谷充孝 | 山本徑子、山崎敦子 齋藤弘樹、小林由香里                                   | 角谷知美     |          |
| 49   |          | 令人懷念的選手                 | 懷念的臉龐                     | 懷念的臉孔                           | 古怒田健志 | 增田敏彥   | 田中智也   | 小山知洋                                                                  | 藤咲淳一     |          |
| 50   |          | 邁向明天的腳印                 | 邁向明天的足跡                 | 走向明日的足跡                       | 谷村大四郎 | 淺香守生   | 白石達也   | 小林亮                                                                    | 植田實       |          |
| 51   |          | 決戰開始！                     | 決戰開始！                     | 決戰開始                             | 古怒田健志 | 真野玲     | 渡部周     | 永吉隆志、桐谷真咲 楠木智子                                               |              |          |
| 52   |          | 不想輸                         | 我不想輸                       | 不想輸！                             | 宇田川貴廣 | 淵上真     | 淵上真     | 北尾勝、吉川真一 高澤美佳、早乙女啟 金弼康                                | 樋上至       |          |
| 53   |          | 換擋                           | 換檔                           |                                      | 藤咲淳一   | 成田歲法   | 村山靖     | 山本徑子、山崎敦子 小林由香里                                             |              |          |
| 54   |          | 託付的信賴，回應的勇氣         | 託付的信賴，回應的勇氣         |                                      | 宇田川貴廣 | 增田敏彥   | 中川淳     | 日向正樹、小林亮                                                          | 芹澤         |          |
| 55   |          | 堅強的男人                     | 強者                           |                                      | 藤咲淳一   | 大宅光子   | 大宅光子   | 原田峰文、大道子 窪敏                                                     | 藤咲淳一     |          |
| 56   |          | 決斷                           | 決斷                           |                                      | 古怒田健志 | 真野玲     | 真野玲     | 北尾勝、吉川真一 高澤美佳、吉田南 金弼康                                  |              |          |
| 57   |          | 可靠的學弟們                   | 可靠的學弟們                   |                                      | 宇田川貴廣 | 川尻善昭   | 田中智也   | 小山知洋                                                                  | 松永冴       |          |
| 58   |          | 負責前一棒的男人               | 打前一棒的男人                 |                                      | 藤咲淳一   | 增田敏彥   | 白石達也   | 小林亮                                                                    |              |          |
| 59   |          | 無所畏懼                       | 初生之犢不畏虎                 |                                      | 古怒田健志 | 成田歲法   | 村山靖     | 山本徑子、山崎敦子 jcube                                                  | AS           |          |
| 60   |          | 孤獨的太陽                     | 孤獨的太陽                     |                                      | 宇田川貴廣 | 真野玲     | 渡部周     | 永吉隆志、桐谷真咲                                                        | 立中順平     |          |
| 61   |          | 執念                           | 執念                           |                                      | 藤咲淳一   | 川尻善昭   | 平向智子   | 日向正樹                                                                  | 葛湯         |          |
| 62   |          | 勝負關鍵                       | 天王山                         |                                      | 古怒田健志 | 川尻善昭   | 真野玲     | 吉川真一、北尾勝 高澤美佳、早乙女啟                                       | 清水健一     |          |
| 63   |          | 殘響                           | 殘響                           |                                      | 古怒田健志 | 大宅光子   | 大宅光子   | 片岡千春、大道子 上原史也、窪敏 北原里美、中島美子 原田峰文               | 清水健一     |          |
| 64   |          | 重新起步                       | 再出發                         |                                      | 藤咲淳一   | 小田原男   | 田中智也   | 小山知洋                                                                  | 高見明男     |          |
| 65   |          | 光鮮的舞台                     | 陽光普照之地                   |                                      | 宇田川貴廣 | 平向智子   | 中川淳     | 北尾勝、吉田南 一之瀨結梨                                                 | 樋上至       |          |
| 66   |          | 外人                           | 局外人                         |                                      | 古怒田健志 | 成田歲法   | 熨斗谷充孝 | 山本徑子、山崎敦子 後藤麻梨子                                             | 早乙女啟     |          |
| 67   |          | 振奮材料                       | 振奮題材                       |                                      | 藤咲淳一   | 增田敏彥   | 白石達也   | 小林亮                                                                    | 藤咲淳一     |          |
| 68   |          | 王牌的寶座                     | 王牌寶座                       |                                      | 宇田川貴廣 | 增田敏彥   | 淵上真     | 日向正樹                                                                  | 日向正樹     |          |
| 69   |          | 絕不能輸！                     | 輸不得！                       |                                      | 古怒田健志 | 川尻善昭   | 田中智也   | 小山知洋、楢澤雄二                                                        | 藤咲淳一     |          |
| 70   |          | 下一個舞台                     |                                |                                      | 藤咲淳一   | 真野玲     | 渡部周     | 永吉隆志、桐谷真咲 小畑賢、市野瑪利亞                                     | CARNELIAN    |          |
| 71   |          | 9月天空之下                    | 九月的天空下                   |                                      | 宇田川貴廣 | 三原武憲   | 平向智子   | 吉川真一、早乙女啟 岡郁美                                                 | 早乙女啟     |          |
| 72   |          | 最後的指導                     | 最後的指導                     |                                      | 古怒田健志 | 增田敏彥   | 熨斗谷充孝 | 山本徑子、山崎敦子 服部益實                                               | 日向正樹     |          |
| 73   |          | 繼承                           | 繼承                           |                                      | 宇田川貴廣 | 真野玲     | 中川淳     | 北尾勝、日向正樹 高澤美佳、金弼康                                         | CLAMP        |          |
| 74   |          | 道標                           | 路標                           |                                      | 藤咲淳一   | 大宅光子   | 大宅光子   | 片岡千春、大道子 上原史也、原田峰文 窪敏、崎口沙織                        | CLAMP        |          |
| 75   |          | 朝向那個目標                   | 朝向那個目標                   |                                      | 古怒田健志 | 神志那弘志 | 白石達也   | 小林亮                                                                    | 寺嶋裕二     |          |

#### 第二季
| 話數 | 日文標題 | 中文標題           | 臺灣標題         | 劇本                                      | 分鏡                                                     | 演出                                                              | 作畫監督 | 片尾插畫 |
| ---- | -------- | ------------------ | ---------------- | ----------------------------------------- | -------------------------------------------------------- | ----------------------------------------------------------------- | --- | -------- |
| 1    |          | 真夏的咆哮         |                  | 古怒田健志 藤咲淳一 宇田川貴廣 谷村大四郎 | 川野麻美 笹木信作 增田敏彥 成田歲法 淵上真 倉井聰 真野玲 | 川野麻美 淵上真 田中智也 中川淳 熨斗谷充孝 真野玲 大宅光子 渡部周 | 吉川真一 青井清年、高澤美佳 小山知洋、小林亮 北尾勝、金弼康 山本徑子、早乙女啟 吉田徹、一之瀨結梨 原田峰文、大道子 窪敏、永吉隆志 | 藤咲淳一 |
| 2    |          | 真夏的陽炎         | 真夏的熱浪       | 古怒田健志 藤咲淳一 宇田川貴廣            | 中村淳 真野玲 增田敏彥 成田歲法 淵上真 大宅光子          | 中村淳 淵上真 渡部周 村山靖 大宅光子 真野玲                       | 吉川真一 北尾勝、高澤美佳 金弼康、小林亮 早乙女啟、日向正樹 山本徑子、山崎敦子 吉田南、小林亮 大谷道子、原田峰文 永吉隆志、窪敏     | 藤咲淳一 |
| 3    |          | 真夏的王者         |                  | 古怒田健志 藤咲淳一 宇田川貴廣            | 真野玲 川尻善昭 增田敏彥 成田歲法 真野玲                 | 真野玲 白石達也 渡部周 平向智子 真野玲 田中智也                   | 吉川真一 小林亮、高澤美佳 日向正樹、早乙女啟 山本徑子、小山知洋                                                                   | 藤咲淳一 |
| 4    |          | 出征，秋季大賽！   | 秋大開打！       | 古怒田健志                                | 佐藤雄三                                                 | 平向智子                                                          | 日向正樹、岡郁美 早乙女啟、植田實                                                                                                 | 藤咲淳一 |
| 5    |          | 冰雨               | 冰冷的雨         | 宇田川貴廣                                | 真野玲                                                   | 渡部周                                                            | 永吉隆志、桐真咲 市野瑪利亞、山崎愛 臼井篤史、青野厚司 坂友加里                                                                   | 田崎聰   |
| 6    |          | 混亂               | 故障             | 藤咲淳一                                  | 增田敏彥                                                 | 岩田和也                                                          | 柳瀨讓二、田中穰 | 森川讓次 |
| 7    |          | 目前所在           | 所在地           | 古怒田健志                                | 三原武憲                                                 | 石田暢                                                            | 北尾勝、小林亮 吉川真一、日向正樹 岡郁美、金弼康                                                                                  | 森川讓次 |
| 8    |          | 預想               | 劇本             | 宇田川貴廣                                | 真野玲                                                   | 田中智也                                                          | 小山知洋 | 田崎聰   |
| 9    |          | 自己的路           | 自己的路         | 藤咲淳一                                  | 淵上真                                                   | 中川淳                                                            | 吉川真一、岡郁美 早乙女啟 | 田崎聰   |
| 10   |          | 投出來了吧         | 投出來了吧       | 古怒田健志                                | 佐藤雄三                                                 | 熨斗谷充孝                                                        | 山本徑子、山崎敦子 佐賀野櫻子、服部益實                                                                                           | 立中順平 |
| 11   |          | 以下克上           | 下剋上           | 宇田川貴廣                                | 增田敏彥                                                 | 白石達也                                                          | 小林亮 | 立中順平 |
| 12   |          | 自取滅亡           | 自滅             | 藤咲淳一                                  | 真野玲                                                   | 篠原啟輔                                                          | 北尾勝、日向正樹 金弼康 | 小林亮   |
| 13   |          | 裂痕               | 裂痕             | 古怒田健志                                | 真野玲                                                   | 白石道太                                                          | 桐谷真咲、坂友加里 山崎愛、臼井篤史                                                                                               | 小林亮   |
| 14   |          | 背負之物           | 背負的東西       | 宇田川貴廣                                | 佐藤雄三                                                 | 石田暢                                                            | 吉川真一、岡郁美 早乙女啟、金弼康                                                                                                 | 小林亮   |
| 15   |          | 堅韌頑強，心神泰然 | 堅忍有毅力且平淡 | 藤咲淳一                                  | 增田敏彥                                                 | 田中智也                                                          | 小山知洋 | 田崎聰   |
| 16   |          | 連鎖反應           | 連鎖反應         | 古怒田健志                                | 中川淳                                                   | 中川淳                                                            | 北尾勝、吉川真一 岡郁美、筱雅律 金弼康                                                                                            | 田崎聰   |
| 17   |          | 屈服吧！           | 屈服吧           | 宇田川貴廣                                | 真野玲                                                   | 岩田和也                                                          | 田中穰 | 藤咲淳一 |
| 18   |          | 這小子，很行啊     | 這傢伙可以的     | 藤咲淳一                                  | 真野玲                                                   | 熨斗谷充孝                                                        | 山本徑子、山崎敦子 山崎愛、服部益實                                                                                               | 田崎聰   |
| 19   |          | 絕不妥協的挑戰     | 絕不妥協的挑戰   | 古怒田健志                                | 佐藤雄三                                                 | 白石達也                                                          | 小林亮、植田實 筱雅律、北尾勝 佐藤雄三、岡郁美 高澤美佳、金弼康 吉川真一                                                          | 藤咲淳一 |
| 20   |          | 向著更高目標前進吧 | 昂首向前走       | 宇田川貴廣                                | 川崎逸朗                                                 | 平向智子                                                          | 吉川真一、早乙女啟 高澤美佳 | 田崎聰   |
| 21   |          | 惡魔的耳語？       | 惡魔的耳語？     | 藤咲淳一                                  | 增田敏彥                                                 | 白石道太                                                          | 桐谷真咲、坂友加里 山崎愛、臼井篤史                                                                                               | 田崎聰   |
| 22   |          | 臨陣實用           | 臨陣應戰         | 古怒田健志                                | 真野玲                                                   | 田中智也                                                          | 小山知洋 | 田崎聰   |
| 23   |          | 偏差值             | 偏差值           | 宇田川貴廣                                | 真野玲                                                   | 石田暢                                                            | 筱雅律、小林亮 岡郁美、金弼康 | 田崎聰   |
| 24   |          | 各自的頭腦         | 各自的頭腦       | 藤咲淳一                                  | 佐藤雄三                                                 | 篠原啟輔                                                          | 吉川真一、早乙女啟 高澤美佳、金弼康 岡郁美                                                                                        | 田崎聰   |
| 25   |          | 躍動               | 躍動             | 古怒田健志                                | 增田敏彥                                                 | 岩田和也                                                          | 田中穰 | 田崎聰   |
| 26   |          | 狂妄的學弟         | 囂張的學弟       | 宇田川貴廣                                | 真野玲                                                   | 清水明                                                            | 山本徑子、山崎敦子 山崎愛、服部益實                                                                                               | 田崎聰   |
| 27   |          | 一步一步           | 一步，再一步     | 藤咲淳一                                  | 真野玲                                                   | 白石達也                                                          | 小林亮 | 藤咲淳一 |
| 28   |          | 替補隊員的志氣     | 候補球員的志氣   | 古怒田健志                                | 佐藤雄三                                                 | 中川淳                                                            | 吉川真一、小林亮 岡郁美、早乙女啟 金弼康、三原武憲                                                                                | 田崎聰   |
| 29   |          | 惡童               | 惡童             | 宇田川貴廣                                | 三原武憲                                                 | 長濱亘彥                                                          | 小山知洋 | 田崎聰   |
| 30   |          | 王者的口號         | 王者的喊聲       | 藤咲淳一                                  | 增田敏彥                                                 | 山口美浩                                                          | 桐谷真咲、坂友加里 山崎愛、永吉隆志                                                                                               | 田崎聰   |
| 31   |          | 他給我的勇氣       | 他給我的勇氣     | 古怒田健志                                | 佐藤雄三                                                 | 石田暢                                                            | 吉川真一、小林亮 早乙女啟 | 田崎聰   |
| 32   |          | 背負的覺悟         | 承擔的決心       | 宇田川貴廣                                | 真野玲                                                   | 真野玲 川野麻美                                                   | 岡郁美、金弼康 佐藤雄三、三原武憲 高澤美佳、河田泉 吉川真一、小林亮 早乙女啟、瀧野茉美                                            | 小林亮   |
| 33   |          | 王牌投手的本能     | 王牌的本能       | 藤咲淳一                                  | 三原武憲                                                 | 菱川直樹                                                          | 中川純子、武內啟 | 小林亮   |
| 34   |          | innocent           | 天真             | 古怒田健志                                | 真野玲                                                   | 熨斗谷充孝                                                        | 山本徑子、山崎敦子 山崎愛、服部益實 桝井一平、J-cube                                                                              | 小林亮   |
| 35   |          | 更前方的世界       | 前方的世界       | 宇田川貴廣                                | 增田敏彥                                                 | 白石達也                                                          | 小林亮 | 田崎聰   |
| 36   |          | 夏後再戰           | 夏季的延續       | 藤咲淳一                                  | 佐藤雄三                                                 | 田中智也                                                          | 小山知洋 | 田崎聰   |
| 37   |          | 優先順位           | 優先順位         | 古怒田健志                                | 真野玲                                                   | 中川淳                                                            | 吉川真一、早乙女啟 | 藤咲淳一 |
| 38   |          | 魔之一球           | 魔之一球         | 宇田川貴廣                                | 三原武憲                                                 | 渡部周                                                            | 桐谷真咲、坂友加里 山崎愛、松下純子                                                                                               | 田崎聰   |
| 39   |          | 想要回應期待       | 我想回應期待     | 藤咲淳一                                  | 增田敏彥                                                 | 石田暢                                                            | 岡郁美、金弼康 高澤美佳、河田泉 若月愛子                                                                                          | 田崎聰   |
| 40   |          | 時不待人           | 局勢不等人       | 古怒田健志                                | 真野玲                                                   | 菱川直樹                                                          | 武內啟、福島豐明 | 田崎聰   |
| 41   |          | 突破口             | 突破口           | 宇田川貴廣                                | 佐藤雄三                                                 | 清水明                                                            | 山本徑子、松坂定俊 山崎愛、服部益實 齊藤弘樹、若月愛子 金弼康                                                                     | 田崎聰   |
| 42   |          | 轟球               | 轟球             | 藤咲淳一                                  | 真野玲                                                   | 若林邦甫                                                          | 吉川真一、早乙女啟 若月愛子、福原麻衣                                                                                             | 田崎聰   |
| 43   |          | 親身參與           | 來這一邊         | 古怒田健志                                | 增田敏彥                                                 | 田中智也                                                          | 小山知洋 | 田崎聰   |
| 44   |          | 最棒的直球         | 最棒的直球       | 宇田川貴廣                                | 三原武憲                                                 | 山口美浩                                                          | 桐谷真咲、坂友加里 山崎愛 | 田崎聰   |
| 45   |          | 立於舞台之人       | 站在那裡的人     | 藤咲淳一                                  | 川野麻美                                                 | 川野麻美                                                          | 河田泉、岡郁美 金弼康、小林亮 | 田崎聰   |
| 46   |          | 獨斷               | 獨斷             | 古怒田健志                                | 真野玲                                                   | 中川淳                                                            | 吉川真一、濱田邦彥 若月愛子、早乙女啟                                                                                             | 田崎聰   |
| 47   |          | 夥伴               | 夥伴情誼         | 宇田川貴廣                                | 佐藤雄三                                                 | 岩田和也                                                          | 武內啟、福島豐明 | 藤咲淳一 |
| 48   |          | 鬧騰的男生們       | 祭典男們         | 藤咲淳一                                  | 真野玲                                                   | 清水明                                                            | 山本徑子、桝井一平 山崎愛、服部益實 山崎敦子                                                                                      | 藤咲淳一 |
| 49   |          | 等着我！           | 等我             | 宇田川貴廣                                | 增田敏彥                                                 | 石田暢                                                            | 兼森義則、河田泉 岡郁美、早乙女啟 金弼康                                                                                          | 早乙女啟 |
| 50   |          | 最後一局           | 最後一局         | 藤咲淳一                                  | 三原武憲                                                 | 田中智也                                                          | 小山知洋 | 立中順平 |
| 51   |          | Seek Diamonds      | Seek Diamonds    | 古怒田健志                                | 佐藤雄三                                                 | 白石達也                                                          | 吉川真一、濱田邦彥 若月愛子、早乙女啟 河田泉、金弼康                                                                              | 寺嶋裕二 |

#### 第三季
| 話數 | 日文標題 | 中文標題       | 臺灣標題           | 劇本       | 分鏡            | 演出                                                                          | 作畫監督 | 片尾插畫 |
| ---- | -------- | -------------- | ------------------ | ---------- | --------------- | ----------------------------------------------------------------------------- | --- | -------- |
| 1    |          | 夢想的前方     | 夢想的前方         | 古怒田健志 | 佐藤雄三        | 白石達也                                                                      | 小林亮、川口裕子、早乙女啟                                                                                            | 寺嶋裕二 |
| 2    |          | 好想快點上場   | 好想快點站上去     | 宇田川貴廣 | 中川淳          | 岩田和也                                                                      | 日向正樹 | 寺嶋裕二 |
| 3    |          | 棒球的天才     | 棒球的寵兒         | 藤咲淳一   | 竹内光 吉川浩司 | 澤井幸次 松原聰                                                               | 小林亮、長澤礼子 齊藤格、新岡浩美 早乙女啟、吉川真一、日向正樹                                                        | 寺嶋裕二 |
| 4    |          | 初始之日       | 起始的一天         | 藤咲淳一   | 竹内光 吉川浩司 | 松原聰                                                                        | 吉川真一、日向正樹 谷口繁則                                                                                           | 寺嶋裕二 |
| 5    |          | 會合           | 彙合               |            | 三原武憲        | 小林孝嗣                                                                      | 小畑賢、挽本敦子 桐谷真咲、橋本明日美 坂友加里、櫻井木之實                                                            | 寺嶋裕二 |
| 6    |          | Go Straight    | Go Straight        | 古怒田健志 | 古川順康        | 高田恭輔 Kim Min sun                                                          | Lee Boo Hee、Kwon Hyuk Jung Park Ae-lee、Sim Min hyun                                                                 | 寺嶋裕二 |
| 7    |          | KING           | KING               | 宇田川貴廣 | 岩田和也        | 高田恭輔 Kim Sang-yeob Ha Hyeong-wook                                         | Jeong Chul-gyo、Kang Chi-geun                                                                                         | 寺嶋裕二 |
| 8    |          | 強心劑         | 強心劑             | 藤咲淳一   | 吉川浩司        | 山田晃                                                                        | 原田峰文、丸山泰英 梶浦紳一郎、中島美子                                                                               | 寺嶋裕二 |
| 9    |          | 戰鬥×戰鬥      | 戰鬥×戰鬥          |            | 竹内光          | 白石達也                                                                      | 小林亮、 早乙女啟、齊藤格                                                                                             | 寺嶋裕二 |
| 10   |          | 出道           | 出道               | 三原武憲   | 小林孝嗣        | 小畑賢、挽本敦子 桐谷真咲、橋本明日美 谷口律子、坂友加里 櫻井木之實、柳瀨讓二 | | 寺嶋裕二 |
| 11   |          | 雙軌的前面     | 雙軌的前面         | 宇田川貴廣 | 佐藤雄三        | 澤井幸次                                                                      | Moon Hee、Go Sung-un Hwang Seong-won 小林亮、日向正樹                                                                 | 寺嶋裕二 |
| 12   |          | 自私           | 自私               | 古怒田健志 | 竹内光          | 渡邊正彥                                                                      | 齊藤格、寿門堂 佐藤雄三、千光士海登                                                                                   | 寺嶋裕二 |
| 13   |          | 首先擊球       | 先攻               | 藤咲淳一   | 吉川浩司        | 川野麻美                                                                      | 日向正樹 | 寺嶋裕二 |
| 14   |          | 跡象           | 氣息               | 藤咲淳一   | 白石達也        | 粟井重紀                                                                      | Jumondou Seoul | 寺嶋裕二 |
| 15   |          | 我的角色       | 我的角色           | 宇田川貴廣 | 佐藤雄三        | 尾方祥                                                                        | 小畑賢、挽本敦子 桐谷真咲、橋本明日美 坂友加里、櫻井木之實                                                            | 寺嶋裕二 |
| 16   |          | 只有獲勝       | 前提是獲勝         |            | 三原武憲        | 真野玲 Park Si-hu                                                             | Seo Soon-young、Lee bu-hui Song Jin-hui                                                                               | 寺嶋裕二 |
| 17   |          | 三個月         | 三個月             | 古怒田健志 | 竹内光          | 白石達也                                                                      | 小林亮、 早乙女啟、扇多惠子                                                                                           | 寺嶋裕二 |
| 18   |          | 想確認的事情   | 想確認的事情       | 宇田川貴廣 | 澤井幸次        | 澤井幸次                                                                      | 日向正樹 | 寺嶋裕二 |
| 19   |          | 戰鬥態度       | 奮戰的態度         |            | 三原武憲        | 金承徳                                                                        | Jumondou Seoul | 寺嶋裕二 |
| 20   |          | 自己主張       | 自我主張           | 古怒田健志 | 白石達也        | 高田恭輔 真野玲                                                               | Kim Heekang、In Teasun Kim Youngsub、Kwon Yongsang 早乙女啟                                                           | 寺嶋裕二 |
| 21   |          | 沒有時間       | 時間不多了         | 古怒田健志 | 吉川浩司        | 長濱亘彥                                                                      | 小林亮、、齊藤格 | 寺嶋裕二 |
| 22   |          | 提名           | 提名               | 藤咲淳一   | 竹内光          | 金承德                                                                        | 王敏、周誌傑、吾梅子 Jumondou Seoul、早乙女啟                                                                         | 寺嶋裕二 |
| 23   |          | 每球一秒       | 每一球每一秒       |            | 澤井幸次        | 川野麻美                                                                      | 日向正樹 | 寺嶋裕二 |
| 24   |          | 未完成         | 未完成             | 宇田川貴廣 | 三原武憲        | 粟井重紀                                                                      | 寿門堂、Jumondou Seoul                                                                                                | 寺嶋裕二 |
| 25   |          | 解禁           | 解禁               | 藤咲淳一   | 竹内光 吉川浩司 | 尾方祥                                                                        | 挽本敦子、桐谷真咲 橋本明日美、櫻井木之實                                                                             | 寺嶋裕二 |
| 26   |          | 在同一旗下     | 在同一旗下         | 古怒田健志 | 川野麻實        | Kang Tae-sig 木村拓                                                           | Seo Soon-young、Song Jin-hee                                                                                          | 寺嶋裕二 |
| 27   |          | THE NOTE       | THE NOTE           | 宇田川貴廣 | 三原武憲        | 白石達也                                                                      | 小林亮、 | 寺嶋裕二 |
| 28   |          | 我不會止步的   | 我不會止步的       | 古怒田健志 | 澤井幸次        | 粟井重紀                                                                      | 早乙女啟、Wang min Che jieqiong、Jumondou Seoul MUTSUPLANNING                                                         | 寺嶋裕二 |
| 29   |          | 春天，然後…    | 春天，然後…        |            | 真野玲          | 真野玲                                                                        | Jung Jin-Young、Han Eun-Mi                                                                                            | 寺嶋裕二 |
| 30   |          | BLOOM OF YOUTH | BLOOM OF YOUTH     | 藤咲淳一   | 竹内光          | 中村近世                                                                      | 日向正樹 | 寺嶋裕二 |
| 31   |          | 有如誓言的制約 | 如同誓言一般的東西 |            | 吉川浩司        | 尾方祥                                                                        | 橋本明日美、小畑賢 挽本敦子、桐谷真咲 坂友加里、 、西出彩華 神北小毬                                                  | 寺嶋裕二 |
| 32   |          | 渴望           | 渴望               | 古怒田健志 | 三原武憲        | 川野麻實                                                                      | 小林亮、齊藤格 Lee Bang-won、Seo Soon-young Song Jin-hee                                                              | 寺嶋裕二 |
| 33   |          | 傳熱           | 導熱               | 宇田川貴廣 | 竹内光 吉川浩司 | Kang Tae-sig 木村拓                                                           | Seo Soon-young、Song Jin-hee                                                                                          | 寺嶋裕二 |
| 34   |          | 競爭           | 競演               |            | 川野麻實        | 木村拓 Kan Tae-sig                                                            | In Teasun、Kim Youngsub Kwon Yongsang                                                                                 | 寺嶋裕二 |
| 35   |          | 因為這很麻煩   | 因為是個厲害傢伙   | 藤咲淳一   | 澤井幸次        | 長濱亘彥                                                                      | 、早乙女啓 、齊藤格                                                                                                   | 寺嶋裕二 |
| 36   |          | 作為捕手       | 身為捕手           | 宇田川貴廣 | 三原武憲        | 中村近世 Kim Min-Sun                                                          | Hong Yu-Mi、Seo Soon-Young Lee Bang-Won、Jang Sang-Mi Kim San、Han Eun-Mi                                             | 寺嶋裕二 |
| 37   |          | 勝利思維       | 常勝思考           | 藤咲淳一   | 竹内光          | 尾方祥                                                                        | 小畑賢、挽本敦子 桐谷真咲、橋本明日美 坂友加里、桜井このみ 谷口りつ子、西出彩華 朱イハン                              | 寺嶋裕二 |
| 38   |          | 脆弱           | 脆弱               | 藤咲あゆな | 澤井幸次        | 白石達也                                                                      | 日向正樹、Go Gyoung Nam Han Jung Y                                                                                    | 寺嶋裕二 |
| 39   |          | 拜託你了       | 拜託你了           | 古怒田健志 | 川野麻美        | 北川朋也 Kang Tea-Sik                                                         | Hong Yu-Mi、Seo Soon-Young Lee Bang-Won、Jang Sang-Mi Kim San、Han Eun-Mi Shim Min-Hyeon                              | 寺嶋裕二 |
| 40   |          | 態度           | 神情               | 古怒田健志 | 吉川浩司        | 渡邉こと乃                                                                    | 松本まみ子、齊藤格 早乙女啓、志水よしこ Kim Young Sub、Won Eun Sook                                                   | 寺嶋裕二 |
| 41   |          | 命運共同體     | 命運共同體         | 藤咲あゆな | 竹内光          | 長濱亘彥                                                                      | 小山知洋 | 寺嶋裕二 |
| 42   |          | 20人           | 20人               | 宇田川貴廣 | 三原武憲        | 真野玲 Kim Min-sun                                                            | Lee Bang-won、Seo Soon-young Jang Sang-mi、Jung Jin-yeong                                                             | 寺嶋裕二 |
| 43   |          | 夏季集訓       | 夏季集訓           | 藤咲淳一   | 澤井幸次        | 津田義三                                                                      | 日根野優子、大高雄太 服部一郎、服部憲知 北島勇樹、実原登 篠原健二、岡郁美                                             | 寺嶋裕二 |
| 44   |          | 航行           | 航行               | 藤咲淳一   | 吉川浩司        | 富田剛司                                                                      | 蘆谷耕平、飯飼一幸 楠田悟、山村俊了                                                                                   | 寺嶋裕二 |
| 45   |          | Go EXCEED!!    | Go EXCEED!!        | 古怒田健志 | 川野麻美        | 日向正樹、志水よしこ 早乙女啓、齊藤格                                         | | 寺嶋裕二 |
| 46   |          | 鼓勵           | 激勵               | 藤咲あゆな | 松村政輝        | 白石達也                                                                      | 小林亮、松本まみ子 Go Gyoung Nam、Han Jung Y                                                                          | 寺嶋裕二 |
| 47   |          | 腳邊           | 困境               | 宇田川貴広 | しまづひろゆき  | 林間忠央 Park Jae-ik                                                          | Kim Hee-jung、Lee Bang-won                                                                                            | 寺嶋裕二 |
| 48   |          | Get back       | Get back           | 宇田川貴広 | 澤井幸次        | 渡邉こと乃                                                                    | 岡郁美、早乙女啓 齊藤格、松本まみ子 志水よしこ、Park Soon-Ok Kim Bong-Duck、Lee Bang-Won Shim Min Hyeon、Song Jin-hee | 寺嶋裕二 |
| 49   |          | 動真格的青道   | 動真格的青道       | 藤咲淳一   | 竹内光          | ながはまのりひこ                                                              | 小山知洋 | 寺嶋裕二 |
| 50   |          | FIRE AGE       | FIRE AGE           | 藤咲あゆな | 吉川浩司        | 北川朋哉                                                                      | 日向正樹、Hwang Il-Jin Kim Eun-sun、Lee Bu-hee Hong Yu-mi、Yu Seong-chul                                              | 寺嶋裕二 |
| 51   |          | 這樣才對       | 這樣才對           | 宇田川貴廣 | しまづひろゆき  | 高田恭輔 Kim Min-sun                                                          | Song Jin-hee、Lee Boo-hee Hwang Il-jin、THE SUN 早乙女啓、松本まみ子                                                  | 寺嶋裕二 |
| 52   |          | Ace Of Diamond | Ace Of Diamond     | 古怒田健志 | 三原武憲        | 川野麻美 白石達也                                                             | 志水よしこ、松本まみ子 早乙女啓、岡郁美 小林亮、Go Gyoung Nam Han Jung Y                                              | 寺嶋裕二 |

### 播放電視台
| 播放地區       | 播放電視台     | 播放日期                                                                        | 播放時間（UTC+9）                                                           | 所屬聯播網 | 備註                         |
| 第1季          | 第1季          | 第1季                                                                           | 第1季                                                                       | 第1季      | 第1季                        |
| -------------- | -------------- | ------------------------------------------------------------------------------- | --------------------------------------------------------------------------- | ---------- | ---------------------------- |
| 關東廣域圈     | 東京電視台     | 2013年10月6日－2015年3月29日                                                    | 星期日 8時30分－9時00分                                                     | 東京電視網 | 製作局 有字幕                |
| 大阪府         | 大阪電視台     | 2013年10月6日－2015年3月29日                                                    | 星期日 8時30分－9時00分                                                     | 東京電視網 | 有字幕                       |
| 愛知縣         | 愛知電視台     | 2013年10月6日－2015年3月29日                                                    | 星期日 8時30分－9時00分                                                     | 東京電視網 | 有字幕                       |
| 北海道         | 北海道電視台   | 2013年10月6日－2015年3月29日                                                    | 星期日 8時30分－9時00分                                                     | 東京電視網 | 有字幕                       |
| 岡山縣、香川縣 | 瀨戶內電視台   | 2013年10月6日－2015年3月29日                                                    | 星期日 8時30分－9時00分                                                     | 東京電視網 | 有字幕                       |
| 福岡縣         | TVQ九州放送    | 2013年10月6日－2015年3月29日                                                    | 星期日 8時30分－9時00分                                                     | 東京電視網 | 有字幕                       |
| 日本全國       | AT-X           | 2013年10月7日－2015年3月30日                                                    | 星期一 20時00分－20時30分                                                   | 衛星電視   | 製作局 有重播                |
| 日本全國       | GyaO!          | 2013年10月9日 2013年10月14日－2015年3月30日                                     | 星期三 24時00分 更新 星期一 24時00分 更新                                   | 網絡電視   |                              |
| 日本全國       | NICONICO直播   | 2013年10月11日－2015年4月3日                                                    | 星期五 22時30分－23時00分                                                   | 網絡電視   |                              |
| 日本全國       | NICONICO頻道   | 2013年10月11日－2015年4月3日                                                    | 星期五 23時00分 更新                                                        | 網絡電視   |                              |
| 岐阜縣         | 岐阜放送       | 2013年10月15日－12月24日 2014年1月7日－2015年4月7日                             | 星期二 18時30分－19時00分 星期二 17時30分－17時59分                         | 獨立局     |                              |
| 日本全國       | 萬代頻道       | 2013年10月25日－2015年4月3日                                                    | 星期五 12時00分 更新                                                        | 網絡電視   |                              |
| 奈良縣         | 奈良電視台     | 2013年11月7日－2014年3月27日 2014年4月3日－12月25日 2015年1月9日－5月8日        | 星期四 17時30分－18時00分 星期四 17時29分－17時59分 星期五 7時30分－7時59分 | 獨立局     |                              |
| 和歌山縣       | 和歌山電視台   | 2013年11月11日－2014年3月31日 2014年4月5日－9月27日 2014年10月4日－2015年5月9日 | 星期一 19時00分－19時30分 星期六 9時30分－10時00分 星期六 9時00分－9時30分  | 獨立局     |                              |
| 台灣           | 台視           | 2013年12月1日－2015年5月17日                                                    | 星期日 18時00分－18時30分                                                   | 地面電視   | UTC+8 有字幕 雙語廣播 有重播 |
| 熊本縣         | 熊本朝日放送   | 2013年12月8日－2015年6月21日                                                    | 星期日 6時00分－6時30分                                                     | 朝日電視網 |                              |
| 日本全國       | d Anime Store  | 2014年3月21日－2015年4月3日                                                     | 星期五 12時00分 更新                                                        | 網絡電視   |                              |
| 愛媛縣         | 愛媛朝日電視台 | 2014年4月12日－                                                                 | 星期六 6時30分－7時00分                                                     | 朝日電視網 |                              |
| 日本全國       | Kids Station   | 2014年4月21日－2015年11月23日                                                   | 星期一 19時00分－19時30分                                                   | 衞星電視   | 製作委員會參加 有字幕 有重播 |
| 第2季          |                |                                                                                 |                                                                             |            |                              |
| 關東廣域圈     | 東京電視台     | 2015年4月6日－2016年3月28日                                                     | 星期一 18時00分－18時30分                                                   | 東京電視網 | 製作局 有字幕                |
| 北海道         | 北海道電視台   | 2015年4月6日－2016年3月28日                                                     | 星期一 18時00分－18時30分                                                   | 東京電視網 | 有字幕                       |
| 愛知縣         | 愛知電視台     | 2015年4月6日－2016年3月28日                                                     | 星期一 18時00分－18時30分                                                   | 東京電視網 | 有字幕                       |
| 大阪府         | 大阪電視台     | 2015年4月6日－2016年3月28日                                                     | 星期一 18時00分－18時30分                                                   | 東京電視網 | 有字幕                       |
| 岡山縣、香川縣 | 瀨戶內電視台   | 2015年4月6日－2016年3月28日                                                     | 星期一 18時00分－18時30分                                                   | 東京電視網 | 有字幕                       |
| 福岡縣         | TVQ九州放送    | 2015年4月6日－2016年3月28日                                                     | 星期一 18時00分－18時30分                                                   | 東京電視網 | 有字幕                       |
| 日本全國       | AT-X           | 2015年4月7日－2016年3月29日                                                     | 星期二 23時30分－24時00分                                                   | 衛星電視   | 製作局 有重播                |
| 日本全國       | GyaO!          | 2015年4月7日－2016年3月29日                                                     | 星期二 24時00分 更新                                                        | 網絡電視   |                              |
| 日本全國       | d Anime Store  | 2014年4月11日－2016年4月2日                                                     | 星期六 12時00分 更新                                                        | 網絡電視   |                              |
| 日本全國       | NICONICO直播   | 2015年4月12日－2016年4月3日                                                     | 星期日 23時00分－23時30分                                                   | 網絡電視   |                              |
| 日本全國       | NICONICO頻道   | 2015年4月12日－2016年4月3日                                                     | 星期日 23時30分 更新                                                        | 網絡電視   |                              |
| 岐阜縣         | 岐阜放送       | 2015年4月14日－2016年4月5日                                                     | 星期二 17時30分－17時59分                                                   | 獨立局     |                              |
| 日本全國       | 萬代頻道       | 2015年4月18日－2016年4月9日                                                     | 星期六 12時00分 更新                                                        | 網絡電視   |                              |
| 奈良縣         | 奈良電視台     | 2015年5月15日－                                                                 | 星期五 7時30分－7時59分                                                     | 獨立局     |                              |
| 和歌山縣       | 和歌山電視台   | 2015年5月16日－                                                                 | 星期六 9時00分－9時30分                                                     | 獨立局     |                              |
| 台灣           | 台視           | 2015年5月24日－2016年5月22日                                                    | 星期日 18時00分－18時30分                                                   | 地面電視   | UTC+8 有字幕 雙語廣播 有重播 |
| 熊本縣         | 熊本朝日放送   | 2015年6月28日－                                                                 | 星期日 6時00分－6時30分                                                     | 朝日電視網 |                              |
| 日本全國       | Kids Station   | 2015年11月30日－                                                                | 星期一 19時00分－19時30分                                                   | 衞星電視   | 有字幕 有重播                |
| 第3季          |                |                                                                                 |                                                                             |            |                              |

| 東京電視台 星期日 08:30－09:00 節目                       | 東京電視台 星期日 08:30－09:00 節目                    | 東京電視台 星期日 08:30－09:00 節目 |
| --------------------------------------------------------- | ------------------------------------------------------ | ----------------------------------- |
|                                                           | 鑽石王牌 （2013年10月6日－2015年3月29日）              |                                     |
| 激戰！彈珠人eS （08:30－08:44） 野獸傳奇 （08:44－09:00） | 決鬥大師VSR                                            |                                     |
| 東京電視台 星期一 18:00－18:30 節目                       |                                                        |                                     |
| 我的戰鬥&龍收藏                                           | 鑽石王牌 SECOND SEASON （2015年4月6日－2016年3月28日） | Burst （17:55－18:25）              |

| 台視 星期日 18:00－18:30 節目 2014年6月29日、11月30日、2015年11月22日 暫停播映 | 台視 星期日 18:00－18:30 節目 2014年6月29日、11月30日、2015年11月22日 暫停播映 | 台視 星期日 18:00－18:30 節目 2014年6月29日、11月30日、2015年11月22日 暫停播映 |
| ------------------------------------------------------------------------------ | ------------------------------------------------------------------------------ | ------------------------------------------------------------------------------ |
|                                                                                | 鑽石王牌 （2013年12月1日－2016年5月22日）                                      |                                                                                |
| 魔導少年OAD第50屆金馬獎頒獎典禮 （2013年11月24日 14:00－18:30）                | 航海王 重播                                                                    |                                                                                |
| 台視 星期六 17:30－18:00 節目 1月17日 17:00－18:00 2月21日 暫停播映            |                                                                                |                                                                                |
| 惡魔奶爸 重播                                                                  | 鑽石王牌 重播，第1－19集 （2015年1月17日－5月23日）                            | 聖鬥士星矢Ω                                                                    |
| 台視 星期六 17:00－17:30 節目 8月1日 16:30－17:30                              |                                                                                |                                                                                |
| 愛玩咖 重播（16:30－17:30）                                                    | 鑽石王牌 重播，第18－25集 （2015年8月1日－9月12日）                            | 魔導少年第二季 （17:00－18:30）                                                |
| 台視 星期一至五 17:00－17:30 節目 5月13日 暫停播映                             |                                                                                |                                                                                |
| 聖鬥士星矢Ω 重播，第1－51集                                                    | 鑽石王牌 重播，第26－126集 （2016年5月5日－9月27日）                           | 聖鬥士星矢Ω 第65－97集                                                         |

| 東森電影台 星期六、日 10:00－12:00 節目 1月25日 10:00－11:30 | 東森電影台 星期六、日 10:00－12:00 節目 1月25日 10:00－11:30                                         | 東森電影台 星期六、日 10:00－12:00 節目 1月25日 10:00－11:30 |
| ------------------------------------------------------------ | --- | ------------------------------------------------------------ |
|                                                              | 鑽石王牌 第1－51集 （2014年12月14日－2015年1月25日）                                                 |                                                              |
| 灌籃高手                                                     | 影子籃球員 重播，第1期                                                                               |                                                              |
| 東森電影台 星期一至五 19:00－21:00 節目 8月4日 19:30－21:00  | |                                                              |
| 火影忍者疾風傳 第352－404集                                  | 鑽石王牌 重播，第1－51集 （2015年8月4日－8月20日） ↓ 鑽石王牌 第52－75集 （2015年8月21日－8月28日）  | 第一神拳 重播（19:00－20:00）灌籃高手 重播（20:00－21:00）   |
| 東森電影台 星期六、日 10:00－12:00 節目 4月3日 11:00－12:00  | |                                                              |
| 美食獵人 第53－94集                                          | 鑽石王牌 重播，第1－75集 （2016年4月3日－6月11日） ↓ 鑽石王牌 第76－126集 （2016年6月11日－7月23日） | 美食獵人 第95－集                                            |

| 民視 星期一至五 18:30－19:00 節目 | 民視 星期一至五 18:30－19:00 節目   | 民視 星期一至五 18:30－19:00 節目 |
| --------------------------------- | ----------------------------------- | --------------------------------- |
|                                   | 鑽石王牌 （2018年7月2日－12月24日） |                                   |
| 烘焙王                            | 七龍珠超 重播，第53－131集          |                                   |

| 華視 星期六、日 17:30－18:00 節目 6月6日、8月15日 暫停播映 | 華視 星期六、日 17:30－18:00 節目 6月6日、8月15日 暫停播映 | 華視 星期六、日 17:30－18:00 節目 6月6日、8月15日 暫停播映 |
| ---------------------------------------------------------- | ---------------------------------------------------------- | ---------------------------------------------------------- |
|                                                            | 鑽石王牌ACT II 第1－52話 （2020年4月11日－10月11日）       |                                                            |
| 排球少年 重播，第1－60話                                   | 神偷怪盜 重播                                              |                                                            |

| J2 星期一至五 08:00－08:30 節目                      | J2 星期一至五 08:00－08:30 節目              | J2 星期一至五 08:00－08:30 節目 |
| ---------------------------------------------------- | -------------------------------------------- | ------------------------------- |
|                                                      | 鑽石王牌 第1－51話 （2015年2月23日－5月4日） |                                 |
| 無啦啦偶像 第1－12話、OVA每日媽媽 （2016年12月27日） | 超速變形                                     |                                 |

|2上一節目= 我的戰鬥&龍收藏
|2下一節目= Burst
（2016年12月27日 17:55－18:25）

### OTT播出
| 平台         | 所在地 | 上架日期 | 播出頻道      | 備註   |
| ------------ | ------ | -------- | ------------- | ------ |
| 四季線上4gTV | 臺灣   | 2019年   | VOD動漫特攝館 | 共二季 |

### DVD
| 卷數               | 發行日期       | 收錄話         | 規格編號   |
| 第一期             | 第一期         | 第一期         | 第一期     |
| ------------------ | -------------- | -------------- | ---------- |
| 1                  | 2014年5月21日  | 第1話－第4話   | PCBG-52311 |
| 2                  | 2014年6月18日  | 第5話－第8話   | PCBG-52312 |
| 3                  | 2014年7月16日  | 第9話－第12話  | PCBG-52313 |
| 4                  | 2014年8月20日  | 第13話－第16話 | PCBG-52314 |
| 5                  | 2014年9月17日  | 第17話－第20話 | PCBG-52315 |
| 6                  | 2014年10月24日 | 第21話－第24話 | PCBG-52316 |
| 7                  | 2014年11月19日 | 第25話－第28話 | PCBG-52317 |
| 8                  | 2014年12月17日 | 第29話－第32話 | PCBG-52318 |
| 9                  | 2015年1月21日  | 第33話－第36話 | PCBG-52319 |
| 10                 | 2015年2月18日  | 第37話－第40話 | PCBG-52320 |
| 11                 | 2015年3月18日  | 第41話－第44話 | PCBG-52321 |
| 12                 | 2015年4月15日  | 第45話－第48話 | PCBG-52322 |
| 13                 | 2015年5月20日  | 第49話－第51話 | PCBG-52323 |
| 第一期（稻實戰篇） |                |                |            |
| 1                  | 2015年9月16日  | 第52話－第54話 | PCBG-52341 |
| 2                  | 2015年10月21日 | 第55話－第58話 | PCBG-52342 |
| 3                  | 2015年11月18日 | 第59話－第62話 | PCBG-52343 |
| 4                  | 2015年12月16日 | 第63話－第66話 | PCBG-52344 |
| 5                  | 2016年1月20日  | 第67話－第70話 | PCBG-52345 |
| 6                  | 2016年2月17日  | 第71話－第75話 | PCBG-52346 |
| SECOND SEASON      |                |                |            |
| 1                  | 2016年3月16日  | 第1話－第8話   | PCBG-52351 |
| 2                  | 2016年4月20日  | 第9話－第15話  | PCBG-52352 |
| 3                  | 2016年5月18日  | 第16話－第22話 | PCBG-52353 |
| 4                  | 2016年6月15日  | 第23話－第29話 | PCBG-52354 |
| 5                  | 2016年7月20日  | 第30話－第36話 | PCBG-52355 |
| 6                  | 2016年8月17日  | 第37話－第43話 | PCBG-52356 |
| 7                  | 2016年9月21日  | 第44話－第51話 | PCBG-52357 |

### CD
| 發行日期       | 專輯名稱                                              | 規格編號   |
| -------------- | ----------------------------------------------------- | ---------- |
| 2014年5月28日  |                                                       | PCCG-70214 |
| 2014年8月12日  | CLOUD NINE                                            | PCCG-70216 |
| 2014年9月10日  | 鑽石王牌 角色專輯系列 VOL.1 澤村榮純                  | PCCG-70219 |
| 2014年9月10日  | 鑽石王牌 角色專輯系列 VOL.2 降谷曉                    | PCCG-70220 |
| 2014年9月10日  | 鑽石王牌 角色專輯系列 VOL.3 小湊春市                  | PCCG-70221 |
| 2014年11月5日  | PROMISED FIELD                                        | PCCG-70224 |
| 2014年12月3日  | 鑽石王牌 角色專輯系列 VOL.4 小湊亮介                  | PCCG-70240 |
| 2014年12月3日  | 鑽石王牌 角色專輯系列 VOL.5 倉持洋一                  | PCCG-70237 |
| 2015年1月28日  | FINAL VICTORY                                         | PCCG-70242 |
| 2015年2月11日  | 鑽石王牌 角色專輯系列 VOL.6 瀧川·克里斯·優            | PCCG-70236 |
| 2015年2月11日  | 鑽石王牌 角色歌系列 VOL.7 結城哲也                    | PCCG-70243 |
| 2015年2月11日  | 鑽石王牌 角色歌系列 VOL.8 伊佐敷純                    | PCCG-70244 |
| 2015年3月18日  | 鑽石王牌 Original Soundtrack CD                       | PCCG-01453 |
| 2015年3月18日  | 鑽石王牌 角色歌系列 VOL.9 成宮鳴                      | PCCG-70247 |
| 2015年3月18日  | 鑽石王牌 角色歌系列 VOL.10 轟雷市                     | PCCG-70248 |
| 2015年7月22日  | 鑽石王牌 角色專輯系列 EX 小湊春市、小湊亮介           | PCCG-70261 |
| 2015年8月12日  | 鑽石王牌 角色專輯系列精選 RIVAL                       | PCCG-01480 |
| 2015年8月12日  | BLUE WINDING ROAD                                     | PCCG-70262 |
| 2015年10月28日 | 鑽石王牌 角色專輯系列 VOL.11 川上憲史                 | PCCG-70277 |
| 2015年10月28日 | 鑽石王牌 角色專輯系列 VOL.12 金丸信二                 | PCCG-70278 |
| 2015年10月28日 | 鑽石王牌 角色專輯系列 VOL.13 東條秀明                 | PCCG-70279 |
| 2015年11月11日 | 鑽石王牌 -SECOND SEASON- Original 廣播劇CD 青道高校、 | PCCG-01485 |
| 2016年2月17日  | BRAND NEW BLUE                                        | PCCG-70291 |
| 2016年2月17日  | 鑽石王牌 Original Soundtrack CD2                      | PCCG-01501 |
| 2016年3月2日   | OxT COMPLETE SONGS “ACE OF DIAMOND”                   | PCCG-01510 |

## OVA
收錄於原作漫畫單行本第一部第44卷、45卷、46卷及第二部第4卷、5卷的DVD附錄限定版中。

### 製作人員
- 原作：寺嶋裕二「鑽石王牌」（週刊少年Magazine／講談社連載）
- 監督：濱名孝行
- 系列構成、劇本：藤咲淳一
- 人物設定、作畫監督：植田實
- 美術監督：小倉宏昌、荒井和浩
- 色彩設計：中平香織、鎌田千賀子
- 攝影監督：高玉龍一
- 編輯：關一彥
- 音響監督：高桑一
- 音樂：Frying-Pan
- 動畫製作：MADHOUSE×Production I.G
- 動畫製作協力：M.S.C
- 製作：「鑽石王牌」OAD製作委員會（講談社、波麗佳音）

### 主題曲
片頭曲
（第1－3話）
作詞、作曲：TERU，編曲：GLAY、SEIJI KAMEDA，歌：GLAY
（第4－5話）
作詞、作曲：TERU，編曲：GLAY、SEIJI KAMEDA，歌：GLAY
片尾曲
「PROMISED FIELD」（第1、2話）
作詞：，作曲、編曲：yamazo，歌：青道高校野球部
「FINAL VICTORY」（第3話）
作詞：，作曲、編曲：，歌：青道高校野球部
「BRAND NEW BLUE」（第4－5話）
作詞：，作曲、編曲：大石昌良，歌：澤村榮純（逢坂良太）with 大石昌良

### 各話列表
| 話數 | 日文標題 | 中文標題                 | 劇本       | 分鏡     | 演出       | 作畫監督                                            | 發售日期       |
| ---- | -------- | ------------------------ | ---------- | -------- | ---------- | --------------------------------------------------- | -------------- |
| 1    |          | Face                     | 藤咲淳一   | 濱名孝行 | 石井久志   | 植田實                                              | 2014年11月17日 |
| 2    |          | Out Run                  | 藤咲淳一   | 濱名孝行 | 糸賀慎太郎 | 植田實                                              | 2015年1月16日  |
| 3    |          | Boys be…                 | 藤咲淳一   | 川崎逸朗 | 濱名孝行   | 鍋田香代子、伊勢奈央子、諸行沙羅 小谷杏子、入江健司 | 2015年3月17日  |
| 4    |          | 青道日誌／歸隊／冬季合宿 | 宇田川貴廣 | 佐藤雄三 | 佐藤雄三   | 河田泉、岡郁美、日向正樹                            | 2016年8月17日  |
| 5    |          | Spirits／Glory           | 藤咲淳一   | 川野麻美 | 三原武憲   | 吉川真一、早乙女啓、若月愛子                        | 2016年10月15日 |

## Web廣播
personality
- 逢坂良太（沢村栄純役） - 第1回から第40回まではレギュラー。
- 島﨑信長（降谷暁役） - 第1回から第40回まではレギュラー。
- 櫻井孝宏（御幸一也役）
- 花江夏樹（小湊春市役）
- 浪川大輔（滝川クリス優役）
- 下野紘（川上憲史役、第41回 - ）
- 松岡禎丞（金丸信二役、第87回 - ） - 第87回からはレギュラー。
- 蒼井翔太（東条秀明役、第87回 - ） - 第87回からはレギュラー。

## 舞台

### 製作
- 脚本・演出 - 浅沼晋太郎
- 制作 - Office ENDLESS

## 外部連結
- （日語）MAGAMEGA － 鑽石王牌 （页面存档备份，存于）
- （日語）MAGAMEGA － 鑽石王牌 actⅡ （页面存档备份，存于）
- （日語）「鑽石王牌」公式的X（前Twitter）
- （日語）電視動畫「鑽石王牌」特設網站 （页面存档备份，存于）
- （日語）電視動畫「鑽石王牌」公式的X（前Twitter）
- （日語）舞台劇「鑽石王牌 The Live」官方網站 （页面存档备份，存于）
- （日語）舞台劇「鑽石王牌 The Live」公式的X（前Twitter）